# Formerie
Formerie est une commune française, du département de l'Oise en région Hauts-de-France.
Ses habitants sont les Formions.
Le 1er janvier 2019, Formerie absorbe la commune de Boutavent, et prend le statut de commune nouvelle.

## Géographie

### Localisation
Formerie est un bourg rural de la Picardie Verte situé à l'extrémité nord-ouest du département de l'Oise, limitrophe du département de la Seine-Maritime, à 35 km à vol d'oiseau au nord-ouest de Beauvais, 14 km au nord-est de Forges-les-Eaux et 51 km de Rouen, 51 km au sud-est de Dieppe et du littoral de la Manche, 13 km au sud d'Aumale et 49 km au sud-ouest d'Amiens.
Il est situé au carrefour des tracés initiaux des anciennes route nationale 319 et route nationale 316 (actuelles RD 919 et 316).
Louis Graves indiquait en 1850 (et donc bien avant la fusion avec Boutavent) que « Le territoire de Formerie constitue un plateau uniforme à peu près rectangulaire, boisé dans la section du nord, limité au sud par la voie romaine connue sous le nom d'ancien chemin de Gournay à Dieppe. Il décrit à l'ouest une saillie anguleuse assez considérable entre Grumesnil et Criquiers (Seine-Inférieure). Le bourg, placé dans une position centrale, présente une agglomération ayant l'aspect d'une petite ville ».

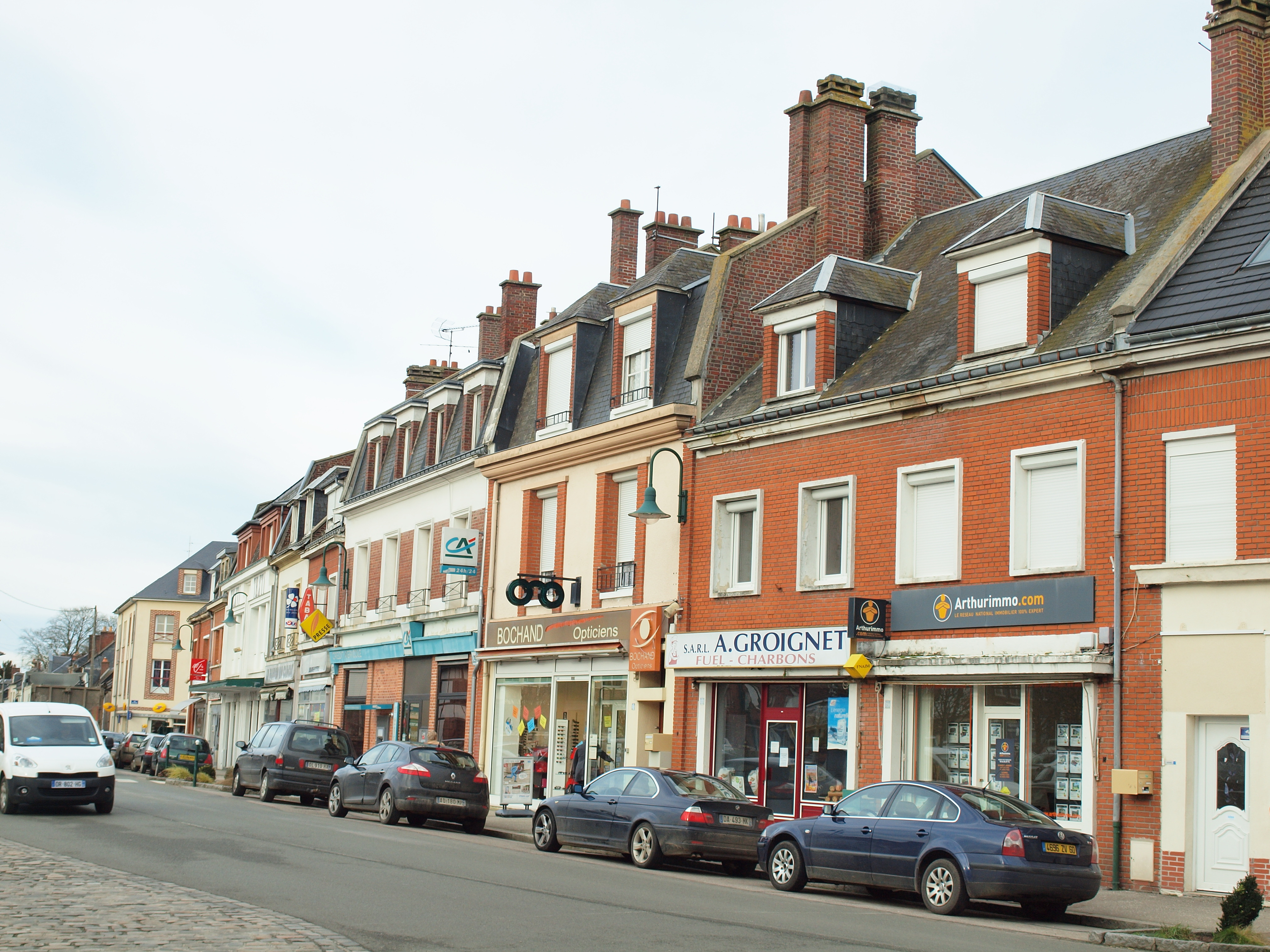
Place Hervé-Joron.
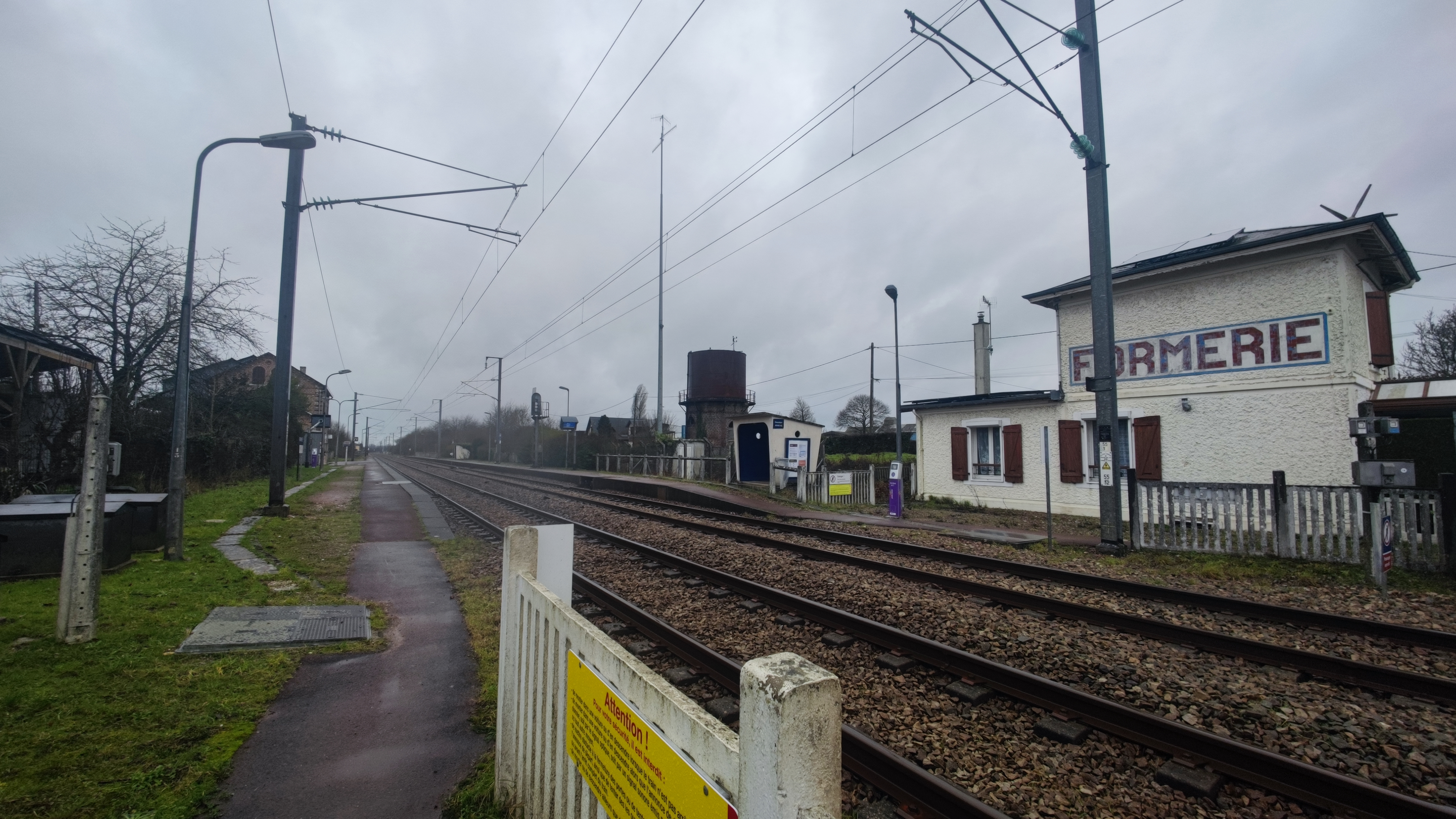
La gare.
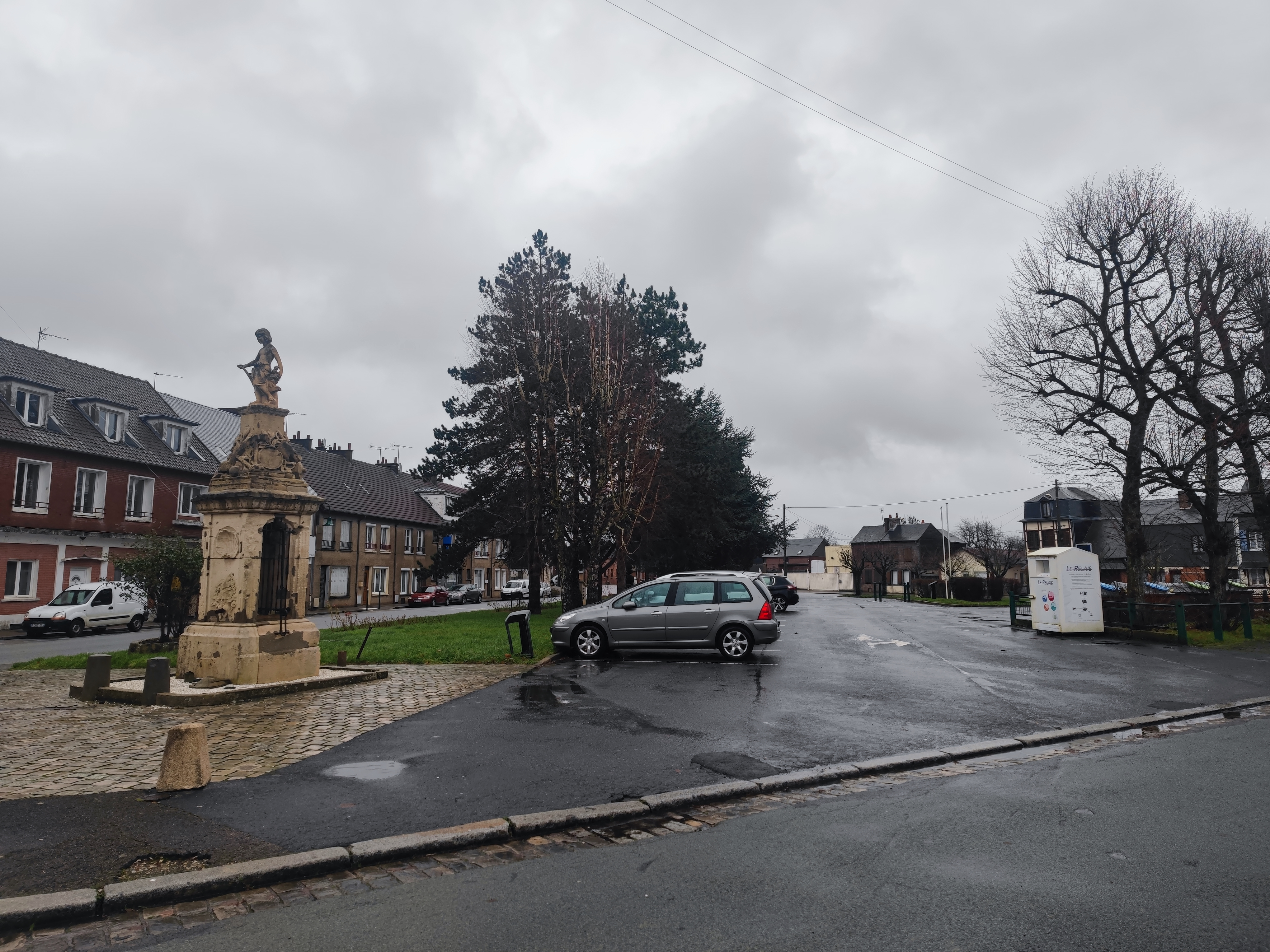
Place du Fryer et sa fontaine.

### Communes limitrophes
| Criquiers      | Lannoy-Cuillère   | Blargies   |
| Gaillefontaine | Formerie          | Bouvresse  |
| Grumesnil      | Canny-sur-Thérain | Mureaumont |

### Hydrographie
La commune est située dans le bassin Seine-Normandie. Elle n'est drainée par aucun cours d'eau,.

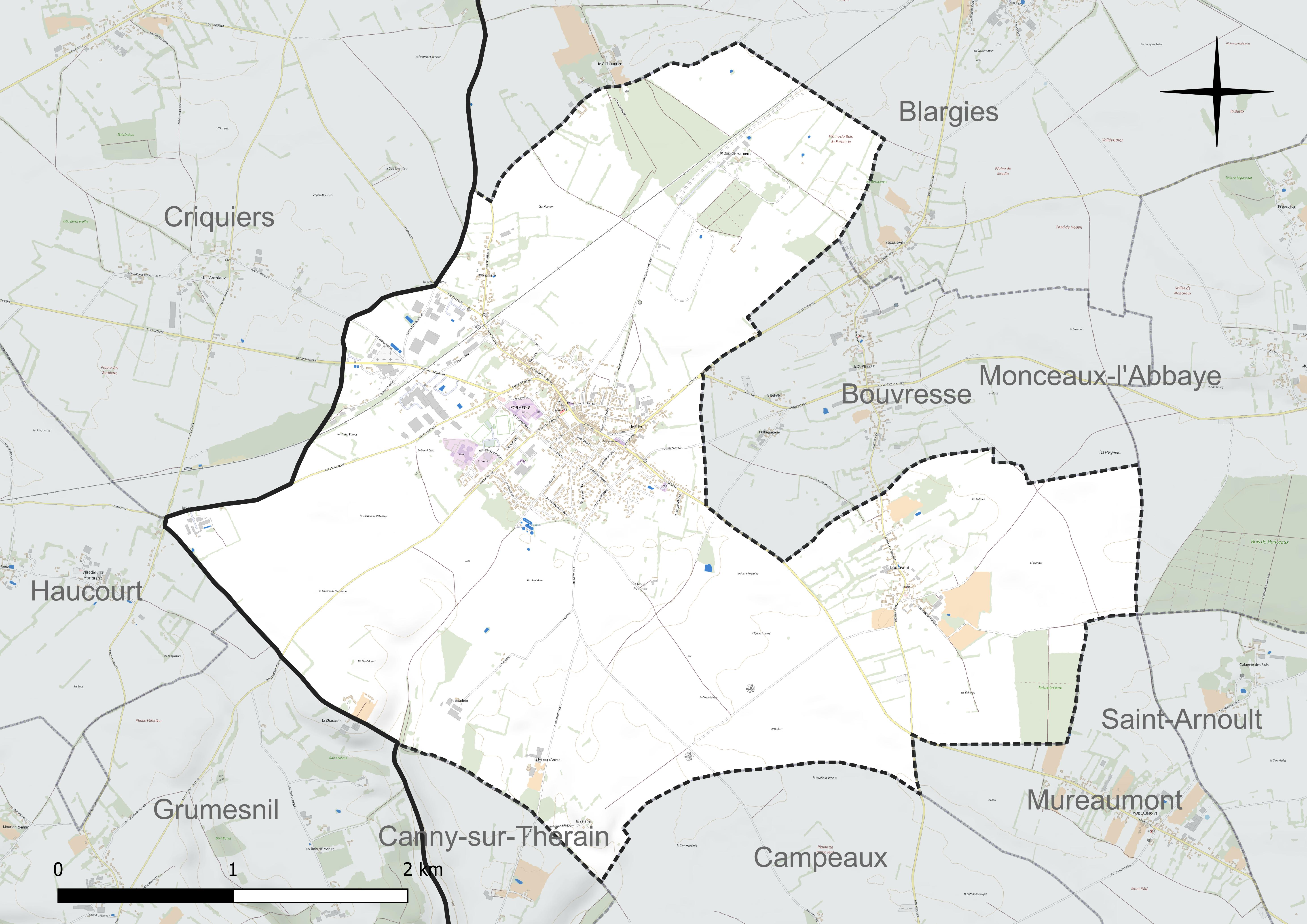
Réseau hydrographique de Formerie.

### Climat
Pour des articles plus généraux, voir Climat des Hauts-de-France et Climat de l'Oise.
En 2010, le climat de la commune est de type climat océanique dégradé des plaines du Centre et du Nord, selon une étude du CNRS s'appuyant sur une série de données couvrant la période 1971-2000. En 2020, Météo-France publie une typologie des climats de la France métropolitaine dans laquelle la commune est exposée à un climat océanique et est dans la région climatique Côtes de la Manche orientale, caractérisée par un faible ensoleillement (1 550 h/an) ; forte humidité de l'air (plus de 20 h/jour avec humidité relative > 80 % en hiver), vents forts fréquents.
Pour la période 1971-2000, la température annuelle moyenne est de 9,5 °C, avec une amplitude thermique annuelle de 14 °C. Le cumul annuel moyen de précipitations est de 890 mm, avec 13,3 jours de précipitations en janvier et 9,2 jours en juillet. Pour la période 1991-2020, la température moyenne annuelle observée sur la station météorologique la plus proche, située sur la commune de Saint-Arnoult à 7 km à vol d'oiseau, est de 10,4 °C et le cumul annuel moyen de précipitations est de 797,2 mm,. Pour l'avenir, les paramètres climatiques de la commune estimés pour 2050 selon différents scénarios d'émission de gaz à effet de serre sont consultables sur un site dédié publié par Météo-France en novembre 2022.

## Urbanisme

### Typologie
Au 1er janvier 2024, Formerie est catégorisée bourg rural, selon la nouvelle grille communale de densité à sept niveaux définie par l'Insee en 2022.
Elle est située hors unité urbaine et hors attraction des villes,.

### Lieux-dits, hameaux et écarts
Elle compte deux hameaux : les Garennes et la Mare à Saulx.
S'y rajoute le 1er janvier 2019 Boutavent, qui devient alors une commune déléguée de Formerie.

### Habitat
| Logements                                        | Nombre en 2008 | % en 2008 | nombre en 2013 | % en 2013 | nombre en 2019 | % en 2019 |
| ------------------------------------------------ | -------------- | --------- | -------------- | --------- | -------------- | --------- |
| Total                                            | 1 097          | 100 %     | 1 167          | 100 %     | 1 185          | 100 %     |
| Résidences principales                           | 983            | 89,6 %    | 989            | 84,7 %    | 1 010          | 85,2%     |
| → Dont HLM                                       | 227            | 23,1 %    | 199            | 20,2 %    | 192            | 19,0 %    |
| Résidences secondaires et logements occasionnels | 37             | 3,4 %     | 27             | 2,3 %     | 12             | 1,0 %     |
| Logements vacants                                | 77             | 7,0 %     | 152            | 13,0 %    | 163            | 13,8 %    |
| Dont :                                           |                |           |                |           |                |           |
| → maisons                                        | 869*           | 79,2 %    | 907            | 77,7 %    | 926            | 78,1* %   |
| → appartements                                   | 218            | 19,9 %    | 206            | 17,7 %    | 241            | 20,4 %    |

### Voies de communication et transports
La gare de Formerie, sur la ligne Amiens - Rouen, est utilisée en 2020 par environ 9 130 voyageurs.
La commune est desservie, en 2023, par les lignes 612, 6103, 6113, 6124 et 6150 du réseau interurbain de l'Oise.

### Énergie
La création d'un réseau de chaleur biomasse est envisagée par la Communauté de communes de la Picardie verte. Son énergie proviendrait des anas de lin et permettrait d'alimenter le siège de la CCPV, le collège de Formerie, les gymnases ou la piscine Atlantis.
La CCPV prévoit d'investir en 2022 pour poser des panneaux photovoltaïques sur le parking en face de la piscine.

## Toponymie
Le nom de la localité est attesté sous les formes Framerioe (vers 860) ; de Formeriis (1172) ; Furmeries (1190) ; Formerias (1202) ; villam de Formeriis (1210) ; Formeries (1222) ; Fromerioe (1240) ; Fourmeries (1301) ; Formeria (1301) ; Fourmerie (vers 1340) ; Fromeries (vers 1340) ; Fromeries en Bray (vers 1450) ; Fourmeryes (1454) ; Fromerie (vers 1500) ; Fourmeriez (1503) ; Fromerye (1557) ; Formeryes (1600) ; Formery (1634) ; Frommeries (1715) ; Frommeryes (1715) ; Formerie (1840).
En ancien patois picard ont dit formage pour « fromage », dérivé de forma. La Tomme au foin fabriqué dans la vallée du Thérain.

## Histoire

### Antiquité
Des vestiges gallo-romains ont été découverts au lieu-dit La Mare à Saulx.

### Moyen Âge
Formerie était l'une des quatre baronnies du vidame de Gerberoy. Les seigneurs avaient droit de haute, moyenne et basse justice avec bailli et officiers subalternes pour l'exercer. On allait en appel des sentences de cette justice par devant le bailliage
d'Amiens, en la prévôté royale de Beauvais, siégeant à Grandvilliers.

### Temps modernes
En 1703, le bourg est pratiquement détruit par un incendie, sauf cinq à six maisons,.

### Révolution française et Empire
Le dernier seigneur de Formerie, Antoine du Prat de Barbançon, émigre en 1791. Ses biens, constitués 142 acres de terre à labour, 20 d'herbages, 32 de bois, deux moulins à vent, le château et divers droits féodaux, sont saisis en 1792 comme biens nationaux et vendus au profit de l'État par les administrateurs du district de Grandvilliers le  25 messidor an II (13 juillet 1794) et le  21 thermidor an II (8 août 1794).
Après le vote de l'Assemblée nationale sur la constitution des municipalités, la première municipalité est élue le 2 février 1790 dans l'église de Formerie. Pierre Francastel est élu maire par 71 voix sur 74 votants.

### Époque contemporaine
En 1850, on notait à Formerie un comice agricole, une foire et un marché. Un service de diligences permettait de rejoindre Beauvais et Forges-les-Eaux. Le bourg était suffisamment important pour compter une compagnie de pompiers, une brigade de gendarmerie, un bureau de poste aux lettres, un relais de poste aux chevaux, des pensionnats et maisons d'éducation pour les filles, ainsi que deux moulins à vent, deux brasseries ainsi que des ateliers d'apprêt pour bonneterie.
La commune est desservie par la ligne Amiens - Rouen dès avril 1867 avec la mise en service de la gare de Formerie, facilitant les déplacements des habitants et le transport des marchandises.

#### Guerre franco-prussienne de 1870

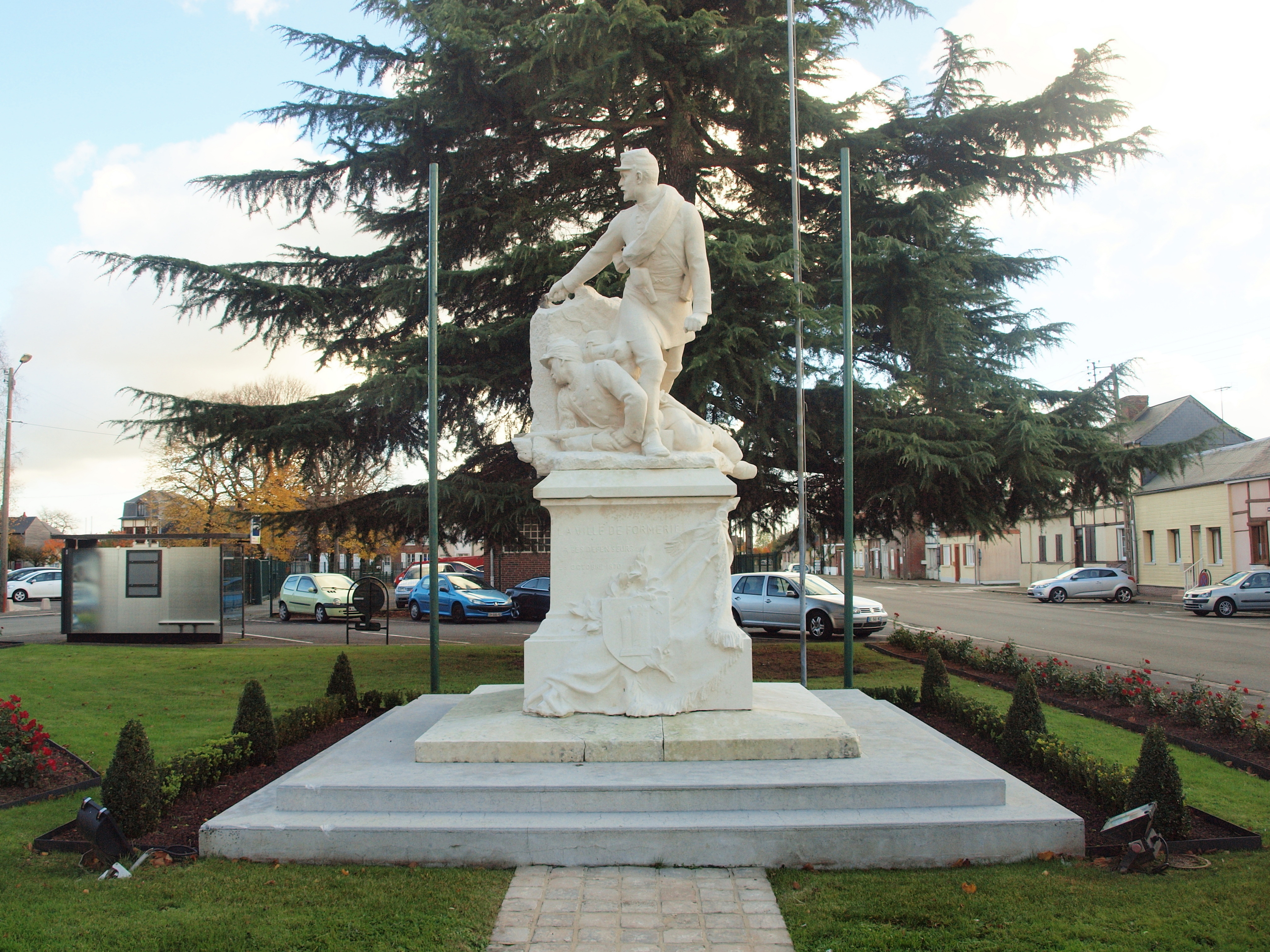
Le monument aux défenseurs de Formerie pendant la Guerre de 1870.

Formerie est le lieu d'un combat pendant la guerre franco-prussienne de 1870, les 27 et 28 octobre 1870, à laquelle participa le 5e bataillon de marche commandé par le capitaine Dornat, formé de compagnies de marche des 19e et 62e régiments d'infanterie de ligne, le 53e régiment provisoire, composé des Moblots de l'Oise et la 1re section de la 2e batterie du 15e régiment d'artillerie. Trois rues de la ville rappellent ce combat :  La rue Dornat, en hommage au capitaine, la rue du 28 octobre, en référence à la date du combat et la rue Alavoine.

#### Débuts de laIIIeRépublique
La gare de Formerie devient en 1894 le terminus de la ligne de chemin de fer secondaire à voie métrique de Milly-sur-Thérain à Formerie du réseau des chemins de fer départementaux de l'Oise. Cette ligne a fermé en 1935.
En 1883, Formerie compte plusieurs écoles : une école communale de garçons, tenue par un instituteur laïque, une école communale de filles, une école maternelle et un pensionnat dirigés par les religieuses de Saint-Joseph de Cluny et un pensionnat secondaire privé pour les jeunes gens.
Au début du XXe siècle, le marché aux cochons de la place du Fryer avait une importance nationale et attirait, chaque semaine, des milliers de chalands.

Formerie au tout début du XXe siècle
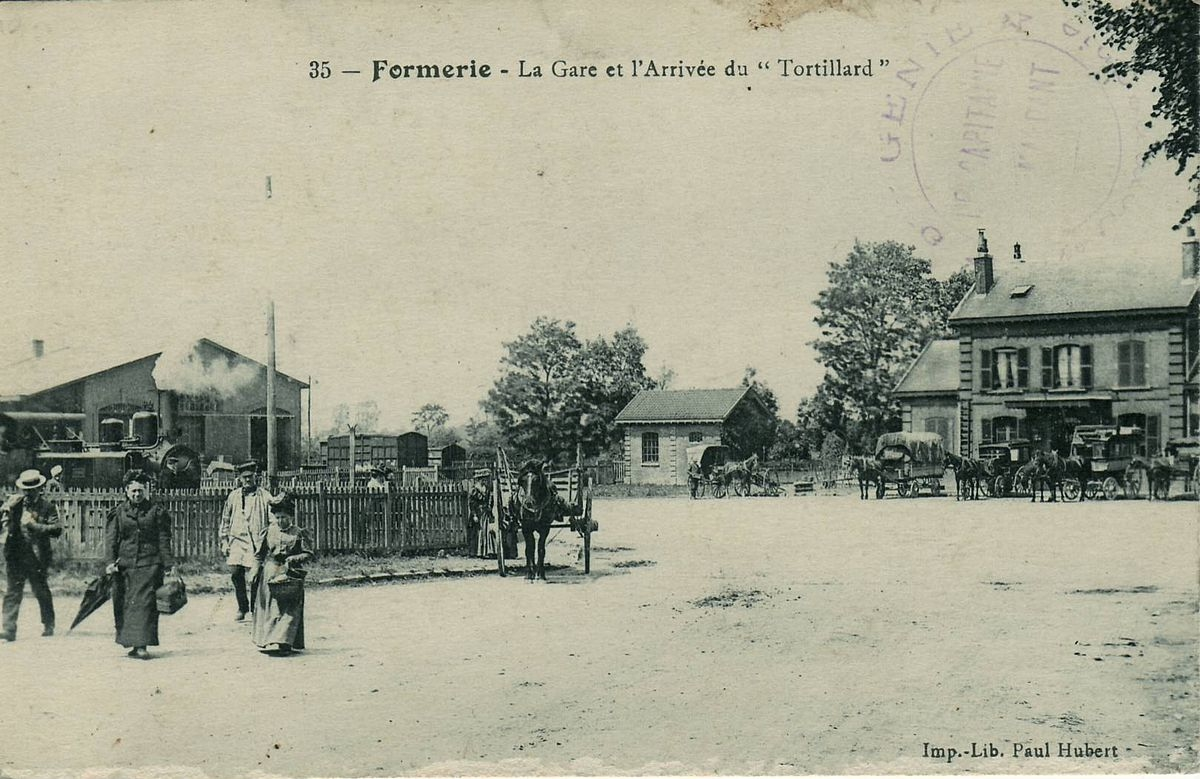
La gare. A gauche, on distingue une locomotive du Milly-Formerie.
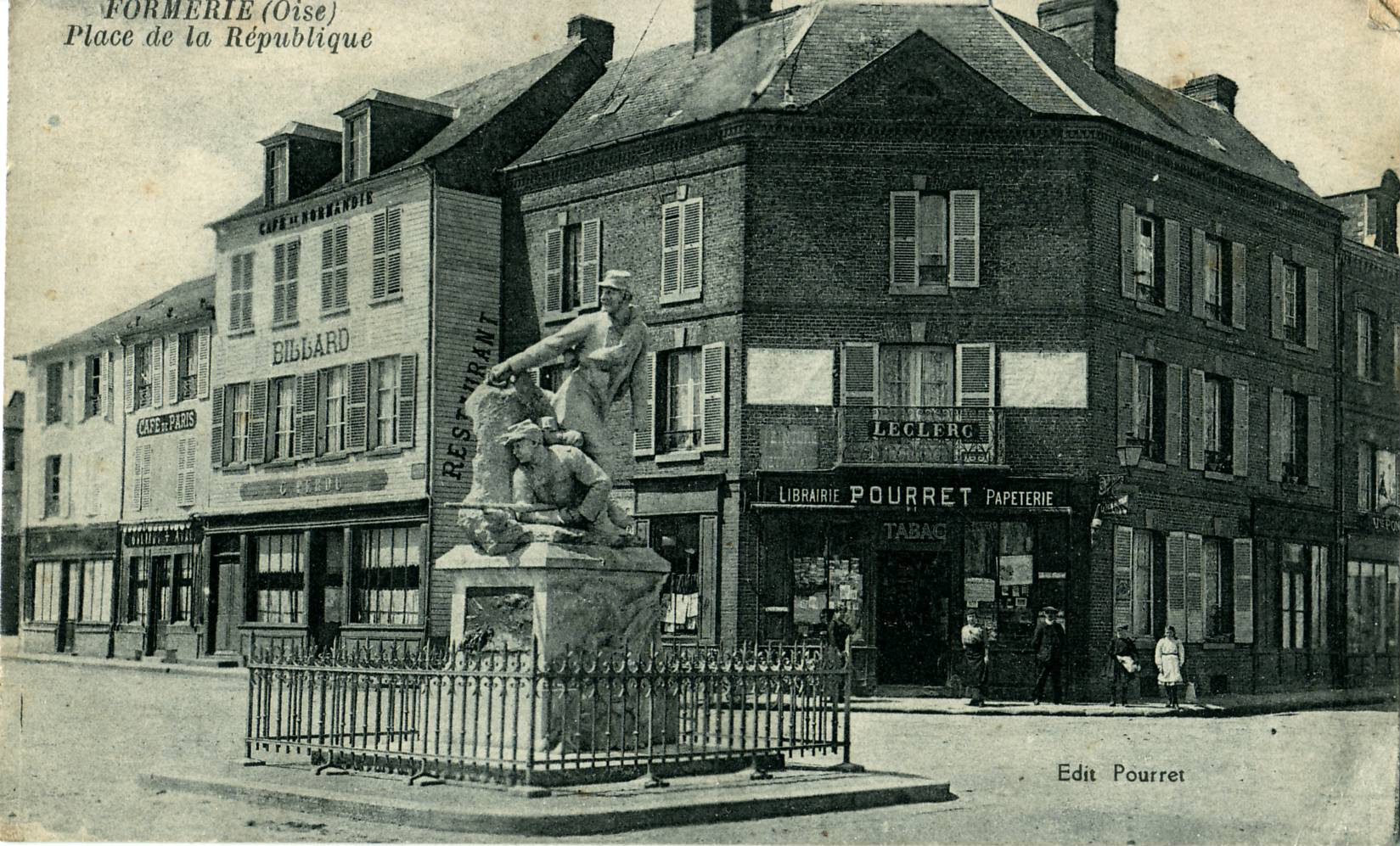
La place de la République, et la statue aux défenseurs.
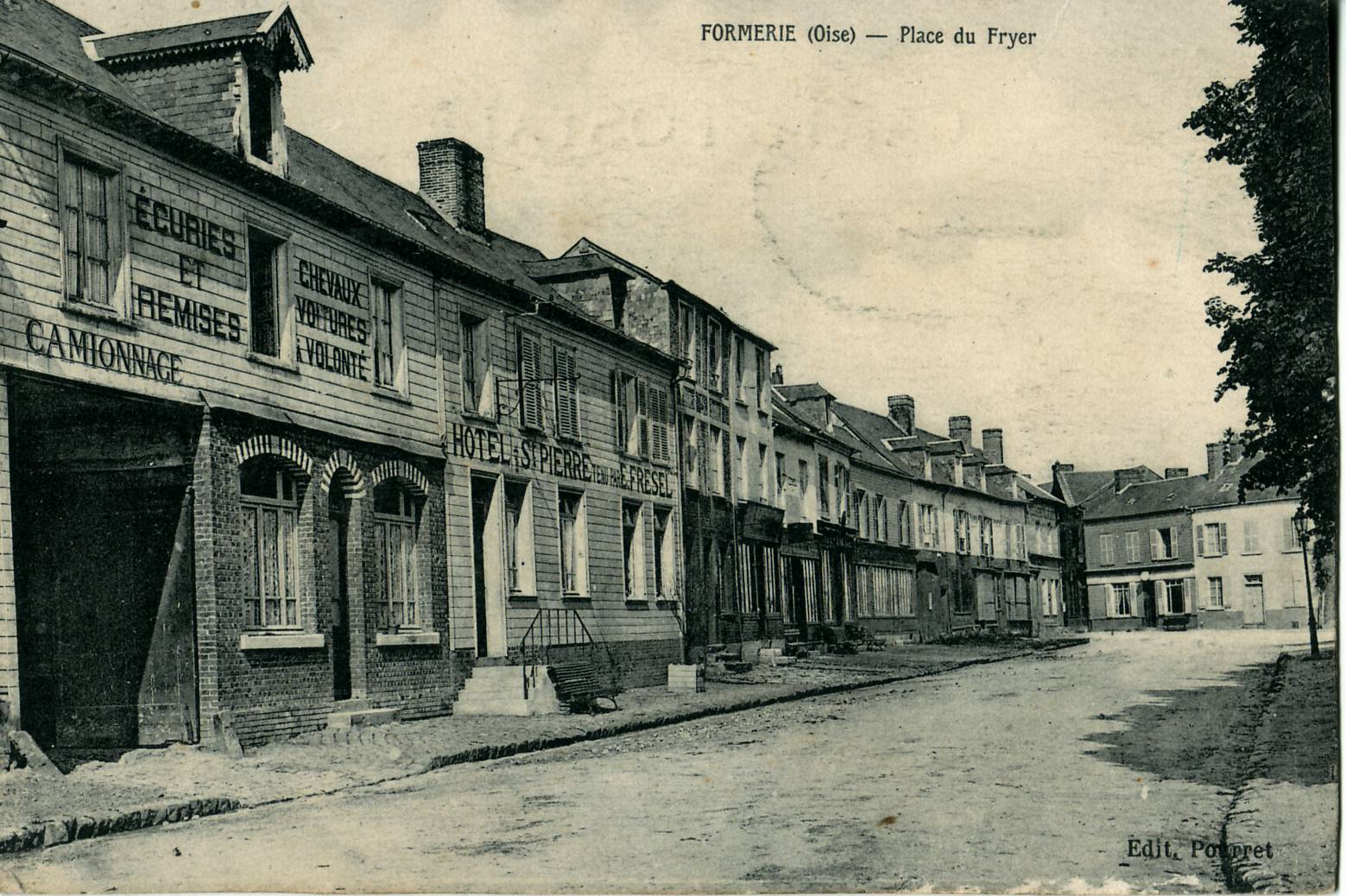
Place du Fryer
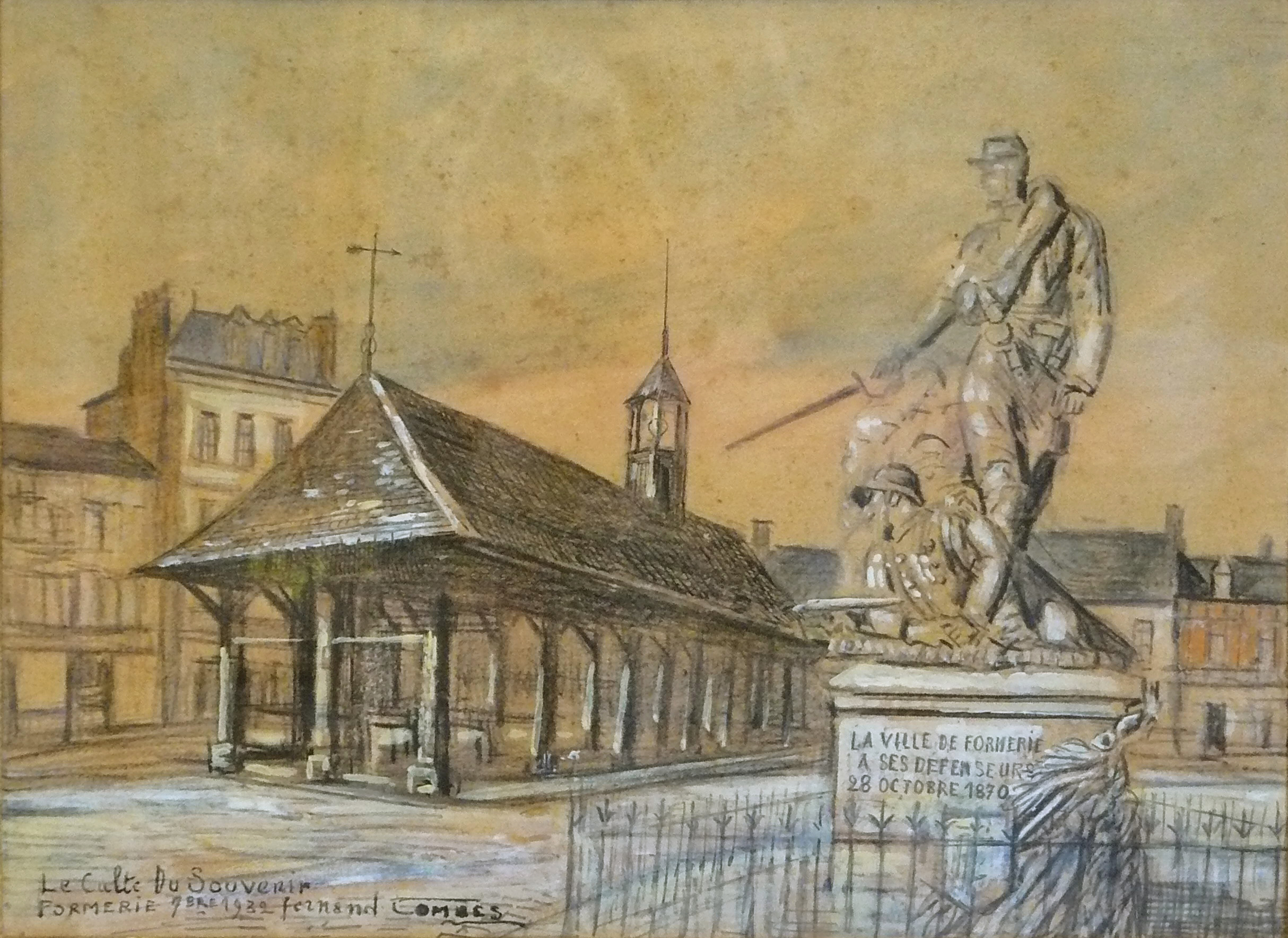
Fernand Combes : Formerie, le culte du souvenir (1932) On voit l'ancienne Halle au beurre et la statue du Capitaine Dornat, avant les destructions de 1940.

#### Première Guerre mondiale
Une des trois gares françaises de stockage de munitions (avec Vaivre, près de Vesoul et Brienne) est implantée en Formerie pendant l'hiver 1915-1916, dotée de six vastes hangars pour l'emmagasinage des projectiles et de vastes garages pour le stationnement et le reconditionnement des munitions, placée à la disposition immédiate du commandant en chef et servant d'annexe à la gare régulatrice britannique de Romescamps.
Sa localisation a été définie pour être à une distance suffisante du front pour ne pas être exposés à des incursions aériennes constantes},.. Cela n'a pas épargné à la ville et aux communes voisines des bombardements, reconnus par une citation de la commune à l'ordre de l'armée avec la mention suivante, partagée avec les communes d'Abancourt, Blargies, Fouilloy : « Ont supporté courageusement les violents bombardements par avions dont elles ont été l'objet au cours de la guerre. Malgré les souffrances endurées et les dégâts commis, ont toujours fait preuve d'une confiance inébranlable dans le succès de nos armes ».
La commune de Formerie est titulaire de la Croix de guerre 1914-1918.
L'église, détruite par un incendie en 1933, est reconstruite en 1937.

#### Seconde Guerre mondiale
Lors de la bataille de France de juin 1940, Formerie est un nœud routier important qui est âprement défendue par l'armée française, dont les fantassins, mal armés, dressent des barricades de fortune dans les rues et résistent à la pression allemande. Face aux tirs de mortiers et aux incursions allemandes, dépourvus de canons, de mines et de grenades, les mitrailleurs français harcelèrent l'assaillant, refusant toute relève mais subit des bombardements qui lui infligent de lourdes pertes. Le bombardement de la Luftwaffe a commencé le 7 juin 1940 afin de défaire la poche de résistance menée par le 144e régiment d'infanterie qui lutte pendant 55 heures contre l'ennemi, pour freiner son avance. Ces combats sont relatés dans le livre cinquante-cinq heures de guerre de Pierre Tisseyre.
Le 9 juin, après 55 heures de combat, le drapeau blanc est hissé par l'aspirant Fleck tandis que, côté nazi en représailles, l'armée allemande détruit 132 maisons et en endommage d'autres. Dix-huit morts furent à déplorer,.
Durant la guerre, des familles juives, notamment refoulées de Rouen par les Allemands, se réfugient à Formerie en mai 1942. En juillet, 28 personnes, adultes et enfants, d'origine grecque, polonaise, russe, tchèque, autrichienne ou roumaine, sont arrêtés par les gendarmes français, sur ordre de la police de sécurité régionale allemande et déportés. Deux familles qui avaient échappé à la rafle de 1942 (Beila, Nathan et David Gerzst, Mathilde et Victor Cohen) sont capturés le 4 janvier 1944 et déportés à Auschwitz  le 20 janvier suivant par le convoi no 66,,.
Durant l'occupation, la Résistance s'organise, réalisant des sabotages, tels l'attaque de la ligne Amiens-Rouen du 14 septembre 1943, où 30 wagons déraillent, aidant les aviateurs alliés en les recueillant, les cachant et en facilitant leur retour Outre-Manche. L'aviation alliée a également attaqué les voies ferrées, en mitraillant les trains (comme le 15 novembre 1943) ou en bombardant la gare (comme les 11 et 28 mai 1944), occasionnant la mort de civils.
Lors des combats de la Libération de la France, Le 31 août 1944, les résistants du secteur, placés sous la direction du vétérinaire Maurice Baillon (réseau Libération-Nord), livrent combat contre les Allemands en repli et parviennent à capturer 1 500 soldats ennemis ainsi qu'à délivrer trois habitants sur le point d'être fusillés, mais perdent trois hommes. Formerie est libéré par le XII britannique.

La Croix de guerre 1939-1945 est décernée à Formerie le 21 juin 1950 avec la citation suivante : 

« bombardée et attaquée les 6, 7 et 8 juin 1940, la ville de Formerie, âprement défendue par nos soldats, fut pillée et incendiée en représailles de cette action héroïque. Pendant quatre ans, elle subit la loi et les exigences de l'occupant se retranchant dans une résistance active, résolue, efficace en faveur des parachutistes et agents alliés. Libérée le 31 août 1944, sa population a depuis tout mis en œuvre pour relever ses ruines, faire renaitre sa cité meurtrie, rétablir son commerce, ses marchés et lui redonner sa renommée et son activité de jadis.
Titulaire de la Croix de guerre 1914-1918, la ville de Formerie a de nouveau bien mérité de la Patrie »

— Citation décernée le 21 juin 1950 par le Ministre de la défense nationale

#### La reconstruction
Le plan de reconstruction, conçu par Robert Auzelle, est approuvé le 3 décembre 1943.

#### XXIesiècle
En juillet 2018, les conseils municipaux de Formerie et de Boutavent décident la fusion de leurs communes, qui deviennent en 2019 la commune nouvelle de Formerie.
La première conséquence de cette fusion est la scolarisation des enfants de Boutavent à Formerie, alors qu'ils étaient auparavant rattachés aux écoles de Blargies et Abancourt,,,.
Cette fusion intervient le 1er janvier 2019,, et la commune nouvelle ainsi formée conserve le nom de Formerie.

## Politique et administration

### Rattachements administratifs et électoraux

#### Rattachements administratifs
La commune se trouve dans l'arrondissement de Beauvais du département de l'Oise.
Elle était depuis 1793 le chef-lieu du  canton de Formerie. Dans le cadre du redécoupage cantonal de 2014 en France, cette circonscription administrative territoriale a disparu, et le canton n'est plus qu'une circonscription électorale.

#### Rattachements électoraux
Pour les élections départementales, la commune fait partie depuis 2014 du canton de Grandvilliers
Pour l'élection des députés, elle fait partie depuis 1988 de la deuxième circonscription de l'Oise.

### Intercommunalité
Formerie fait partie de la communauté de communes de la Picardie Verte, un établissement public de coopération intercommunale (EPCI) à fiscalité propre créé fin 1996 et auquel la commune avait transféré un certain nombre de ses compétences, dans les conditions déterminées par le code général des collectivités territoriales. Cette intercommunalité regroupe l'ensemble des communes des anciens cantons de Formerie, Grandvilliers et Marseille-en-Beauvaisis, ainsi que certaines communes de l'ancien canton de Songeons.
La commune fait également partie du « Grand Beauvaisis », l'un des seize pays constituant le « Pays de Picardie »[réf. nécessaire].

### Tendances politiques et résultats
Lors du premier tour des élections municipales de 2014 dans l'Oise, la liste menée par le maire sortant William Bous obtient 935 voix (89,21 % des suffrages exorimés, 18 conseillers municipaux élus dont 15 communautaires), devançant très largement celle FN menée par Nicolas Denouette, qui a recueilli 113 voix (10,78 %, 1 conseiller municipal élu).
Lors de ce scrutin, 26,58 % des électeurs se sont abstenus.
Lors des élections municipales de 2020 dans l'Oise, la liste menée par le maire sortant William Bous est la seule candidate. Elle obtient donc la totalité des 564 suffrages exprimés et est élue en totalité. 
Lors de ce scrutin marqué par la pandémie de Covid-19 en France, 57,90 % des électeurs se sont abstenus et 16,69 % des votants ont choisi un bulletin blanc ou nul.
Lors du premier tour de l'élection présidentielle de 2022, les quatre premiers candidats ont obtenus : Marine le Pen (RN) : 46,91 %, Emmanuel Macron (LREM) : 26,54 %, Jean-Luc Mélenchon (LFI) : 8,47 % et Éric Zemmour (Reconquête) : 4,94 %. 
Au second tour, Marine Le Pen devance avec 720 voix (63,38 %) Emmanuel Macron (36,62 %). Lors de ce scrutin, 26,56 % des électeurs se sont abstenus.

### Administration municipale
Après la fusion de 2019 et jusqu'aux élections municipales de 2020, le conseil municipal est constitué de 25 membres, 18 issus du conseil municipal de Formerie élus en 2014 et les 7 conseillers municipaux élus à Boutavent. Pour le mandat 2020-2026, son conseil est réduit à 23 membres, dont 6 sont également conseillers communautaires.

### Liste des maires
| Période   | Période       | Identité          | Étiquette | Qualité |
| --------- | ------------- | ----------------- | --------- | --- |
| 1944      | 1945          | André Mercier     |           | |
| 1945      | 1957          | Fernand Gaudefroy |           | |
| 1957      | 1963          | Marcel Lecourtois |           | |
| 1963      | 1977          | Émile Giudicelli  |           | |
| 1977      | 1983          | Étienne Seydoux   |           | |
| 1983      | mai 2000      | Hervé Joron       | PS        | Principal de collège Conseiller général de Formerie (1987 → 1992) Suppléant de la députée Béatrice Marre (1997-2000) Décédé en fonction |
| 2000,     | mars 2001     | René Ménival      |           | Retraité de Kindy |
| mars 2001 | décembre 2018 | William Bous      | DVG       | Chef d'entreprise |

| Période       | Période                   | Identité     | Étiquette | Qualité                                                                                                  |
| ------------- | ------------------------- | ------------ | --------- | --- |
| janvier 2019, | En cours (au 29 mai 2020) | William Bous | DVG       | Chef d'entreprise Vice-président de la CC de la Picardie Verte (2020 → ) Réélu pour le mandat 2020-2026, |

### Jumelages
Formerie est jumelée avec :
- Nastätten (Allemagne).

## Équipements et services publics
Formerie accueille les bureaux de la communauté de communes de la Picardie Verte bien que son siège soit à Grandvilliers.

### Eau et déchets
Afin de garantir l'adduction d'eau potable malgré la présence de pesticides et engrais parfois supérieure aux recommandations, la commune a décidé de lancer en 2018 une étude en vue de la réalisation d'installations de dépollution qui pourraient être réalisées en 2019.

### Enseignement
La commune relève de l'académie d'Amiens. Les écoles sont gérées par l'inspection générale de l'inspection départementale de l'Éducation nationale de l'Oise.
La commune accueille [Quand ?] une école maternelle, une école élémentaire Louis-Blériot inauguré le 26 juin 1960 ainsi que le collège Jean-Moulin — qui accueille en 2022-2023 436 élèves — et la bibliothèque municipale Victor-Hugo, la salle des fêtes Louis-Aragon et la salle Louis-Jouvet, qui jouxte l'hôtel-de-ville.

### Postes et télécommunications

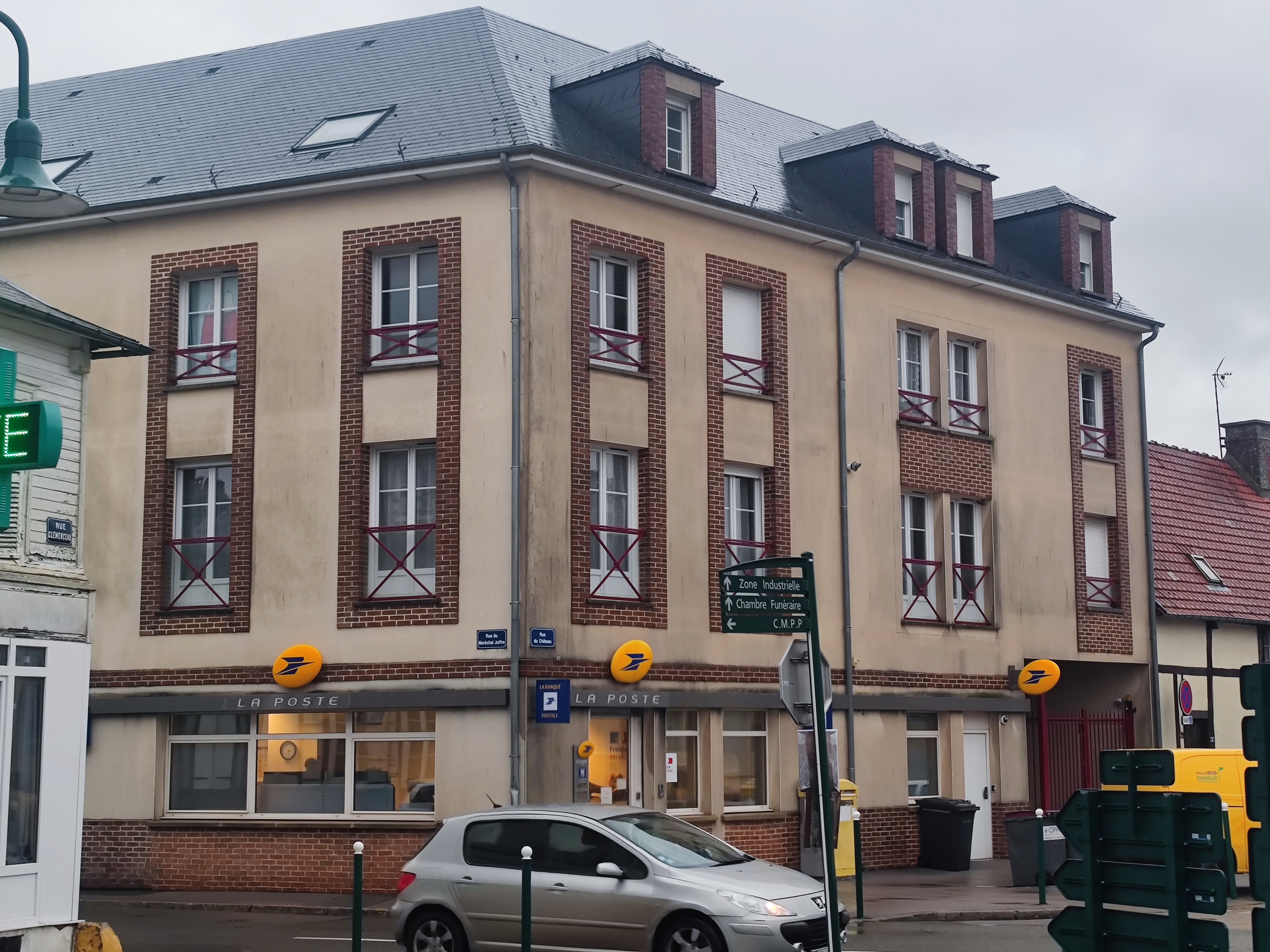
Le bureau de poste.

En 2021, la commune dispose d'un bureau de poste, doté d'un espace France service connecté à Pôle Emploi, à l'assurance maladie (CNAM), à la Mutualité sociale agricole (MSA), à la Caisse d'allocations familiales (CAF), à la Caisse nationale d'assurance vieillesse (CNAV), à la Direction générale des finances publiques (DGFIP), aux ministères de la Justice et de l'Intérieur, ainsi qu'aux services de la Poste.

### Santé et solidarité
Une maison de santé fonctionne à Formerie depuis 2015 à l'initiative de la municipalité.
Une antenne des Restos du cœur, basée dans l'ancienne gare ainsi que la boutique du secours catholique de Formerie assurent une solidarité envers les personnes en difficulté,.
Le multi-accueil Com'd'Api est une halte-garderie organisée par l'intercommunalité et ouverte quatre jours par semaine depuis 2021Mathieu Marin, « Halte-garderie. L'ouverture passe de deux à quatre jours par semaine à Formerie : Depuis le 15 novembre 2021, la halte-garderie communautaire, La p'tite Roulotte de la Picardie Verte, est passée en ouverture de deux à quatre jours à Formerie », Le Réveil de Neufchâtel,‎ 25 novembre 2021 (lire en ligne, consulté le 29 décembre 2022).

### Justice, sécurité, secours et défense

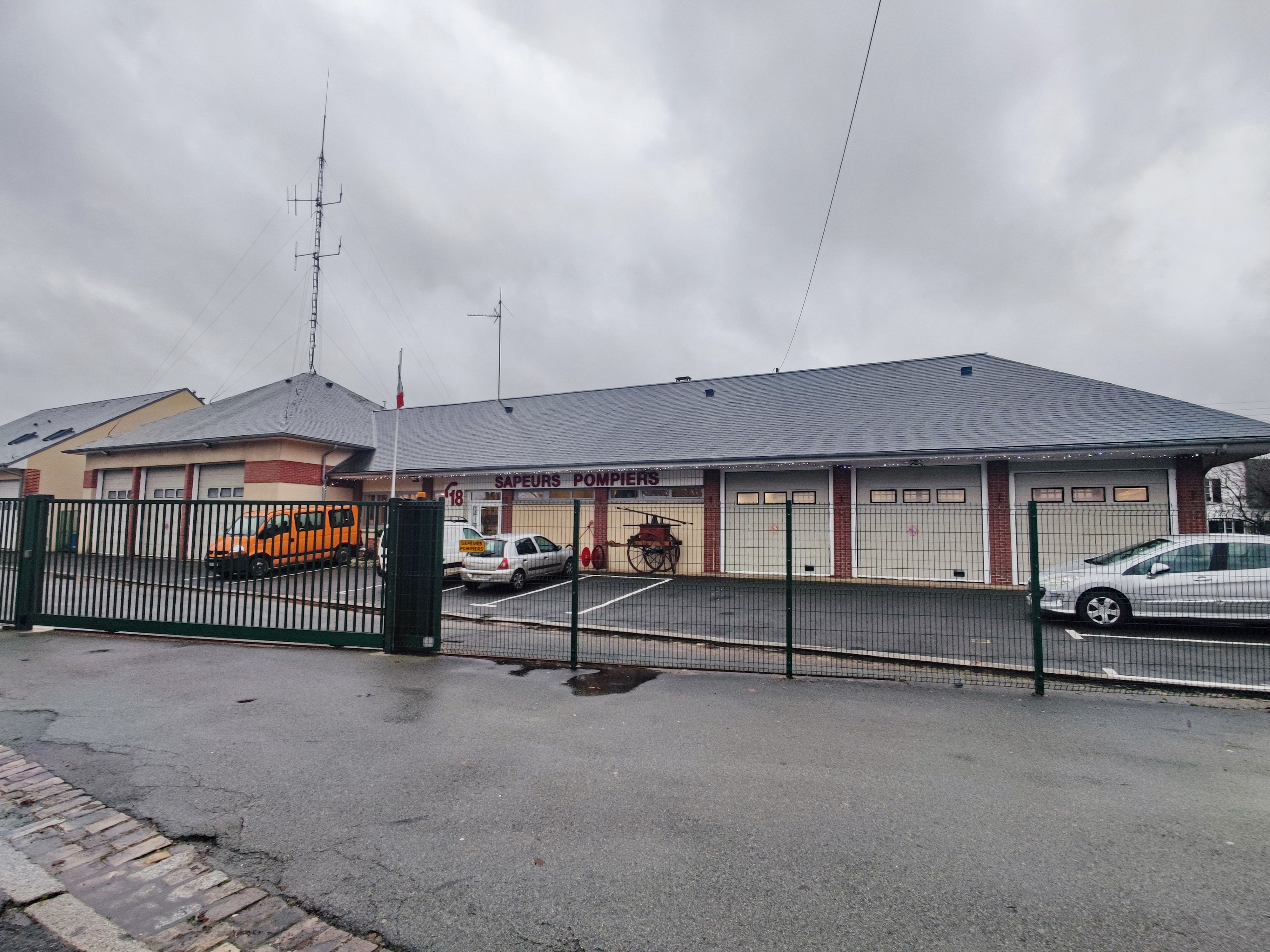
La caserne des pompiers en 2022.

La sécurité dans la commune est assurée[Quand ?] par une police municipale et une brigade de gendarmerie (compagnie de Beauvais), installée dans la ville. Le dispositif de vidéosurveillance du bourg, créé en 2018, est exploité depuis le centre de supervision départemental de Beauvais,.
Formerie est également le siège d'une brigade de gendarmerie, d'une caserne de pompiers et d'une antenne de la protection civile.
La commune fait partie[Quand ?] de la juridiction d'instance, de grande instance ainsi que de commerce de Beauvais.

### Tourisme
Une aire de camping cars est aménagée rue du Bois,.

## Population et société

### Démographie

#### Évolution démographique
L'évolution du nombre d'habitants est connue à travers les recensements de la population effectués dans la commune depuis 1793. Pour les communes de moins de 10 000 habitants, une enquête de recensement portant sur toute la population est réalisée tous les cinq ans, les populations de référence des années intermédiaires étant quant à elles estimées par interpolation ou extrapolation. Pour la commune, le premier recensement exhaustif entrant dans le cadre du nouveau dispositif a été réalisé en 2006.

En 2022, la commune comptait 2 101 habitants, en évolution de +3,24 % par rapport à 2016 (Oise : +0,87 %, France hors Mayotte : +2,11 %).
| 1793  | 1800  | 1806  | 1821  | 1831  | 1836  | 1841  | 1846  | 1851  |
| ----- | ----- | ----- | ----- | ----- | ----- | ----- | ----- | ----- |
| 1 236 | 1 109 | 1 298 | 1 289 | 1 257 | 1 200 | 1 288 | 1 245 | 1 204 |

| 1856  | 1861  | 1866  | 1872  | 1876  | 1881  | 1886  | 1891  | 1896  |
| ----- | ----- | ----- | ----- | ----- | ----- | ----- | ----- | ----- |
| 1 201 | 1 349 | 1 224 | 1 173 | 1 245 | 1 300 | 1 347 | 1 365 | 1 340 |

| 1901  | 1906  | 1911  | 1921  | 1926  | 1931  | 1936  | 1946  | 1954  |
| ----- | ----- | ----- | ----- | ----- | ----- | ----- | ----- | ----- |
| 1 341 | 1 385 | 1 394 | 1 371 | 1 364 | 1 382 | 1 374 | 1 310 | 1 390 |

| 1962  | 1968  | 1975  | 1982  | 1990  | 1999  | 2006  | 2011  | 2016  |
| ----- | ----- | ----- | ----- | ----- | ----- | ----- | ----- | ----- |
| 1 712 | 1 954 | 2 075 | 2 175 | 2 179 | 2 170 | 2 111 | 2 091 | 2 035 |

| 2021  | 2022  | - | - | - | - | - | - | - |
| ----- | ----- | - | - | - | - | - | - | - |
| 2 105 | 2 101 | - | - | - | - | - | - | - |

#### Pyramide des âges
La population de la commune est relativement âgée.
En 2018, le taux de personnes d'un âge inférieur à 30 ans s'élève à 30,9 %, soit en dessous de la moyenne départementale (37,3 %). À l'inverse, le taux de personnes d'âge supérieur à 60 ans est de 33,9 % la même année, alors qu'il est de 22,8 % au niveau départemental.
En 2018, la commune comptait 1 026 hommes pour 1 094 femmes, soit un taux de 51,6 % de femmes, légèrement supérieur au taux départemental (51,11 %).
Les pyramides des âges de la commune et du département s'établissent comme suit.
| Hommes | Classe d’âge | Femmes |
| ------ | ------------ | ------ |
| 0,6    | 90 ou +      | 1,8    |
| 10,5   | 75-89 ans    | 13,7   |
| 20,7   | 60-74 ans    | 20,6   |
| 21,5   | 45-59 ans    | 19,5   |
| 14,1   | 30-44 ans    | 15,2   |
| 16,6   | 15-29 ans    | 12,5   |
| 16,1   | 0-14 ans     | 16,7   |

| Hommes | Classe d’âge | Femmes |
| ------ | ------------ | ------ |
| 0,5    | 90 ou +      | 1,4    |
| 5,5    | 75-89 ans    | 7,6    |
| 15,6   | 60-74 ans    | 16,3   |
| 20,8   | 45-59 ans    | 20     |
| 19,4   | 30-44 ans    | 19,4   |
| 17,6   | 15-29 ans    | 16,2   |
| 20,6   | 0-14 ans     | 19,1   |

### Manifestations culturelles et festivités
- Brocante des commerçants, le 1er mai[87].
- La fête patronale a lieu le premier dimanche qui suit le 15 août[88].
- La foire Saint-François, comprenant notamment une foire-brocante et un vide-greniers, dont la 22e édition a lieu en octobre 2022[89].
- Le conseil départemental de l'Oise organise chaque année à l'automne le festival Fanfares en fête[90].
- Chaque année au mois d'octobre a lieu le Féstivôl de ch'Picôrdie Vérte. Créée en 1996, ce festival de musiques actuelles se déroule pendant deux jours[réf. nécessaire].

### Sports et loisirs
Le club L'Étoile sportive de Formerie (ESF) a fêté en 2022 son centenaire.
L'Espérance de Formerie est un groupe d'une vingtaine de musiciens, créée en 1948 sous forme de clique.
La commune dispose d'une piscine couverte et du stade Régis Dagicour.
L'équipe senior du district de l'Oise, Formerie E.S., évolue[Quand ?] en deuxième division.

### Cultes
Seul le culte catholique est assuré dans la commune.
La ville fait partie de la paroisse Notre Dame de Picardie Verte.
Les cultes protestant, musulman et juif peuvent être pratiqués à Beauvais.

L'église Notre-Dame
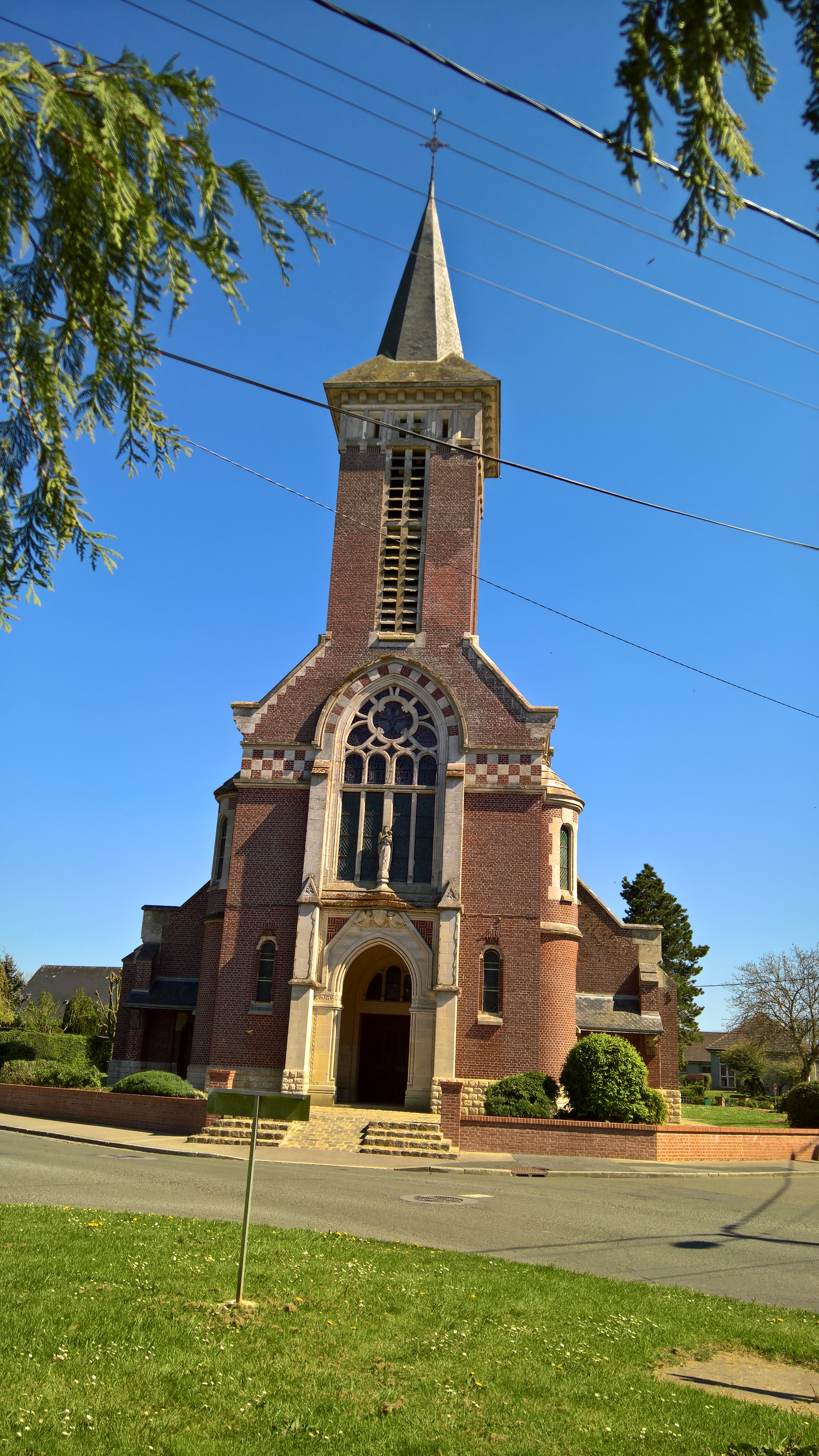
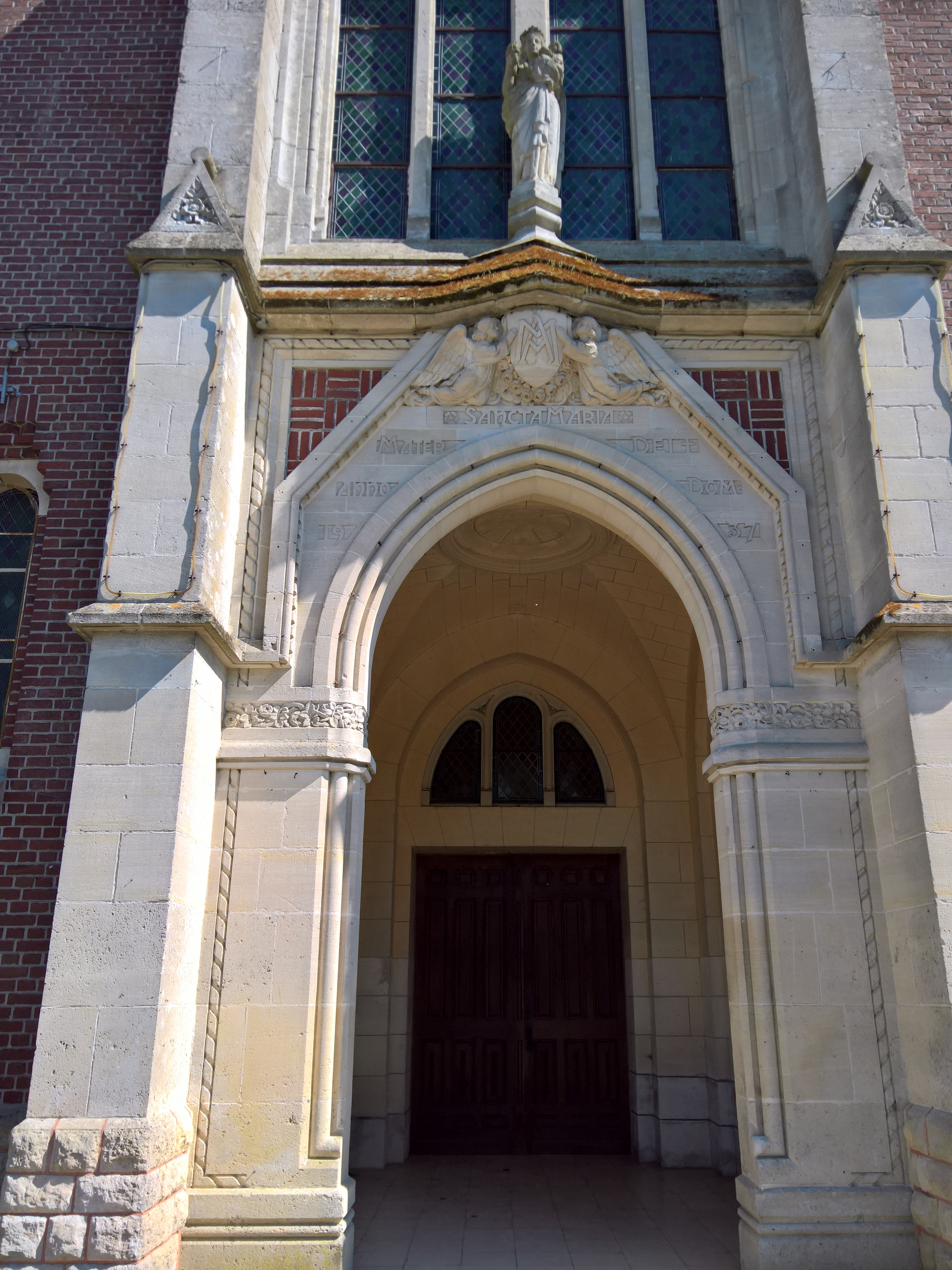
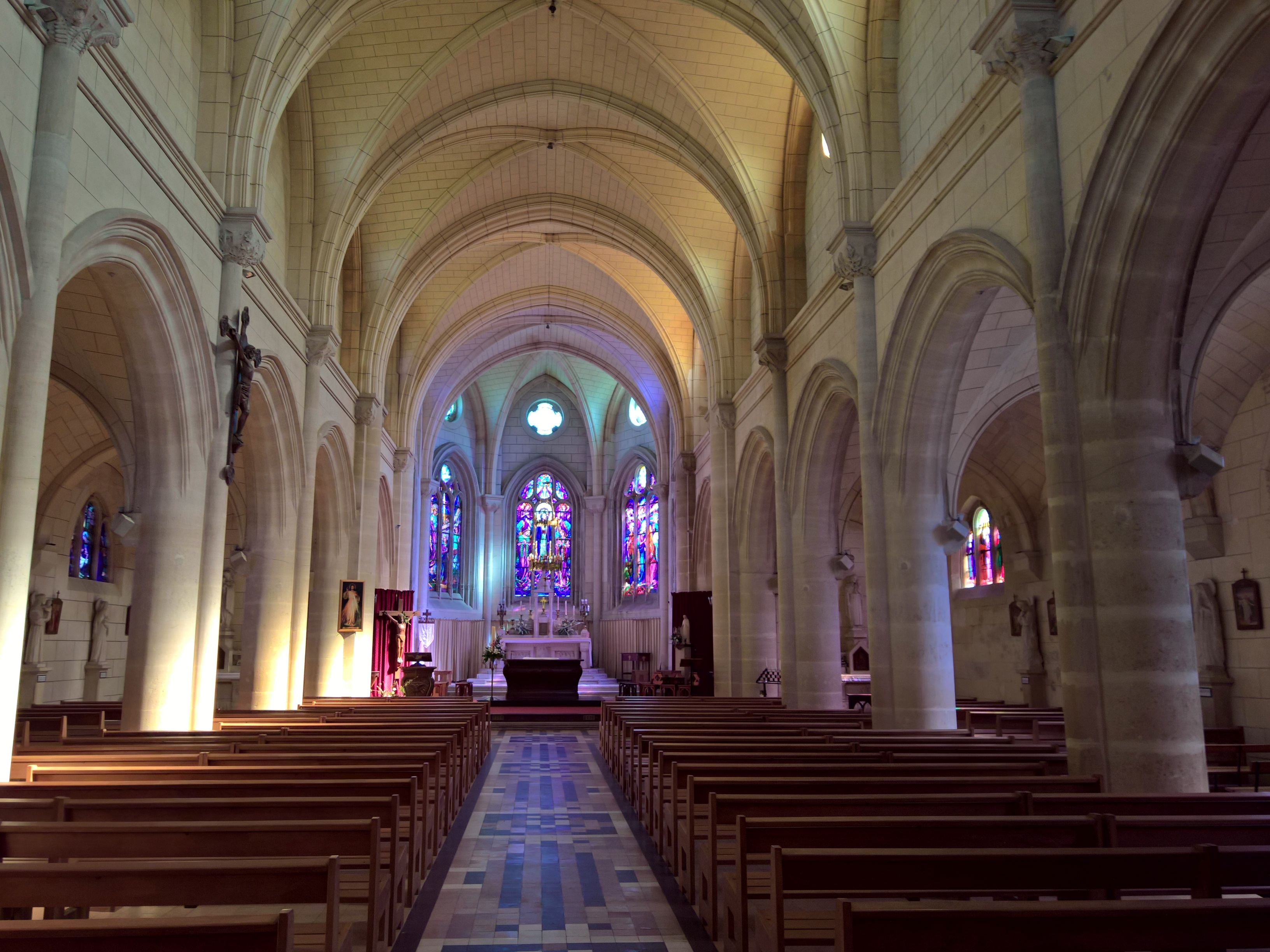
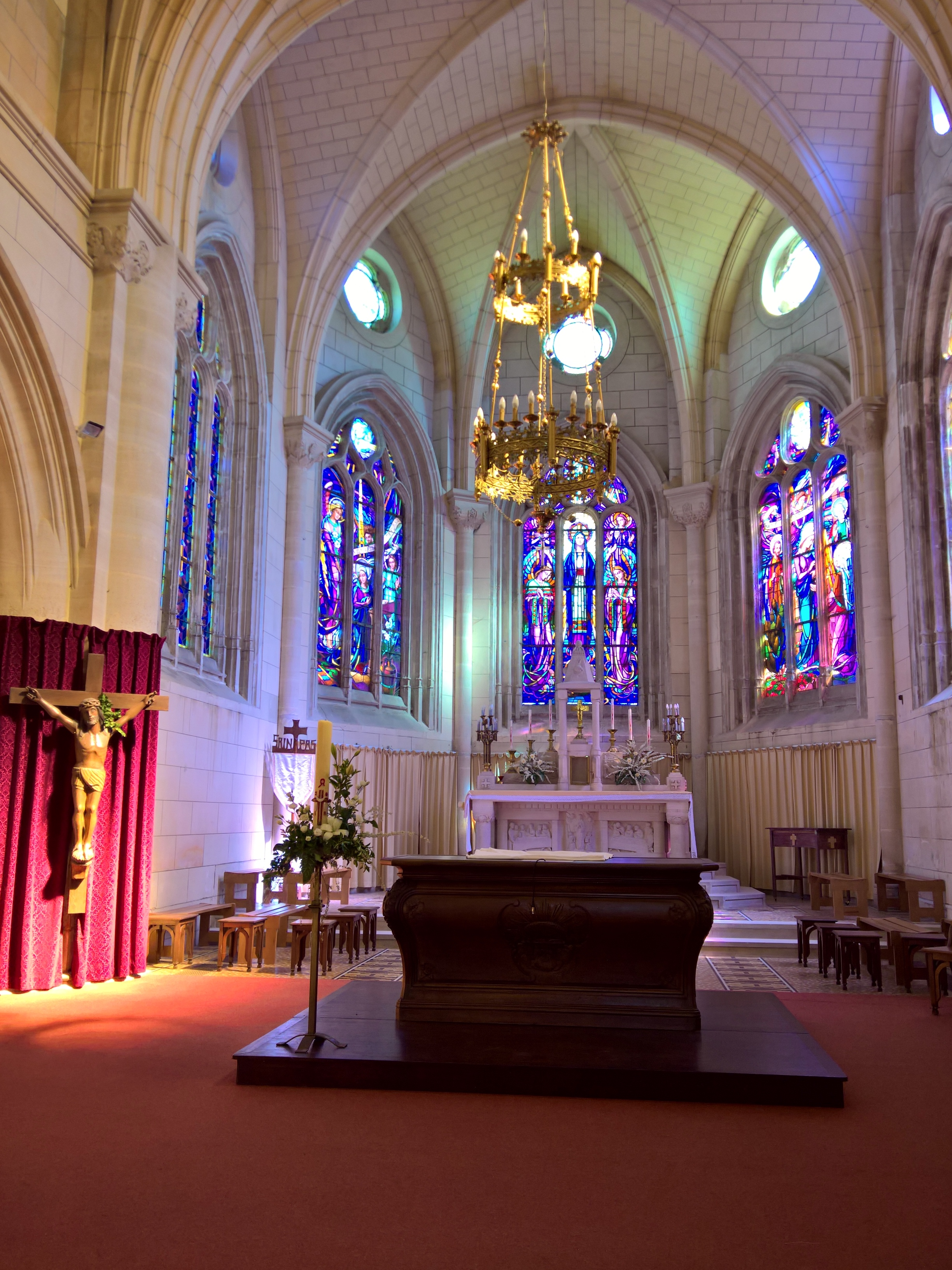
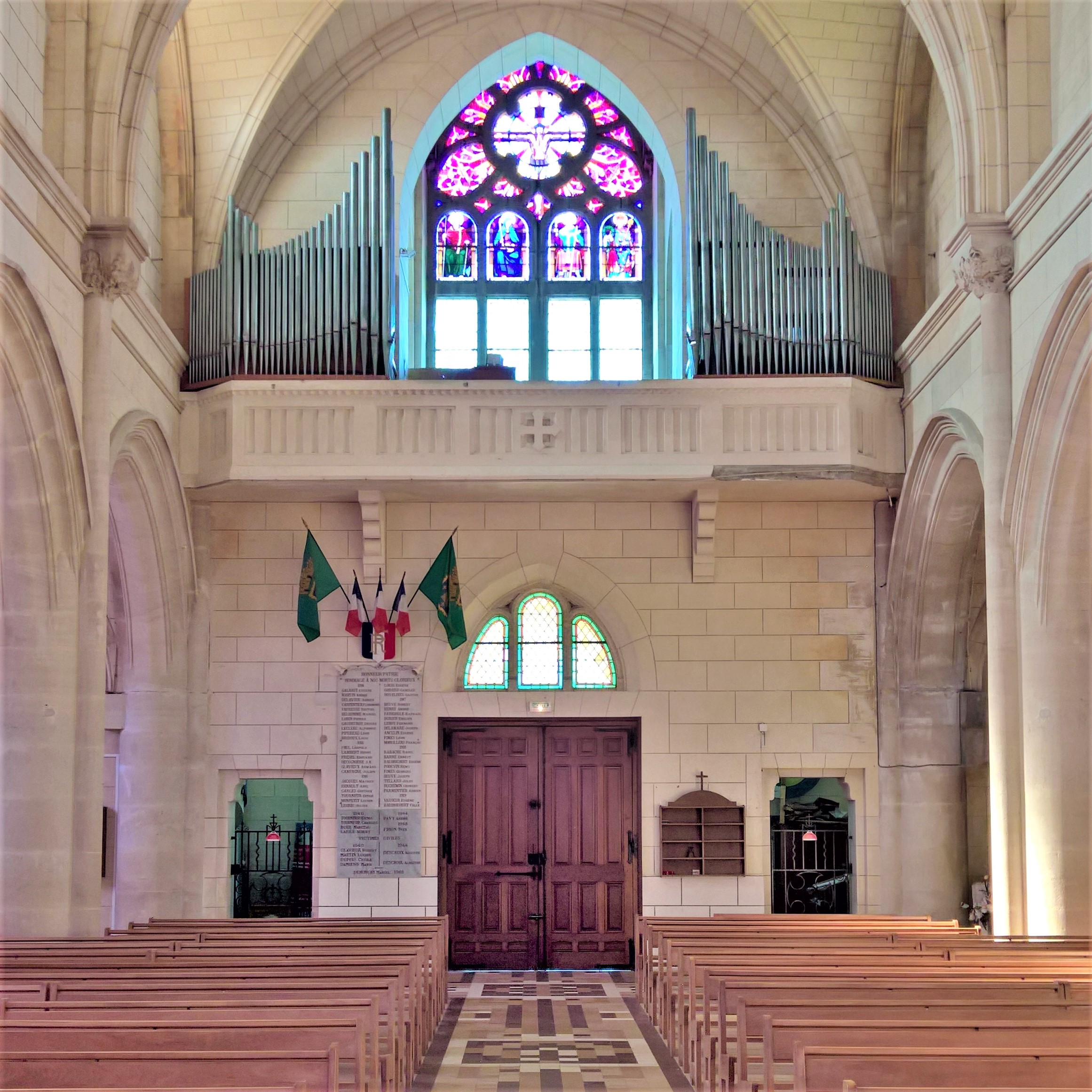
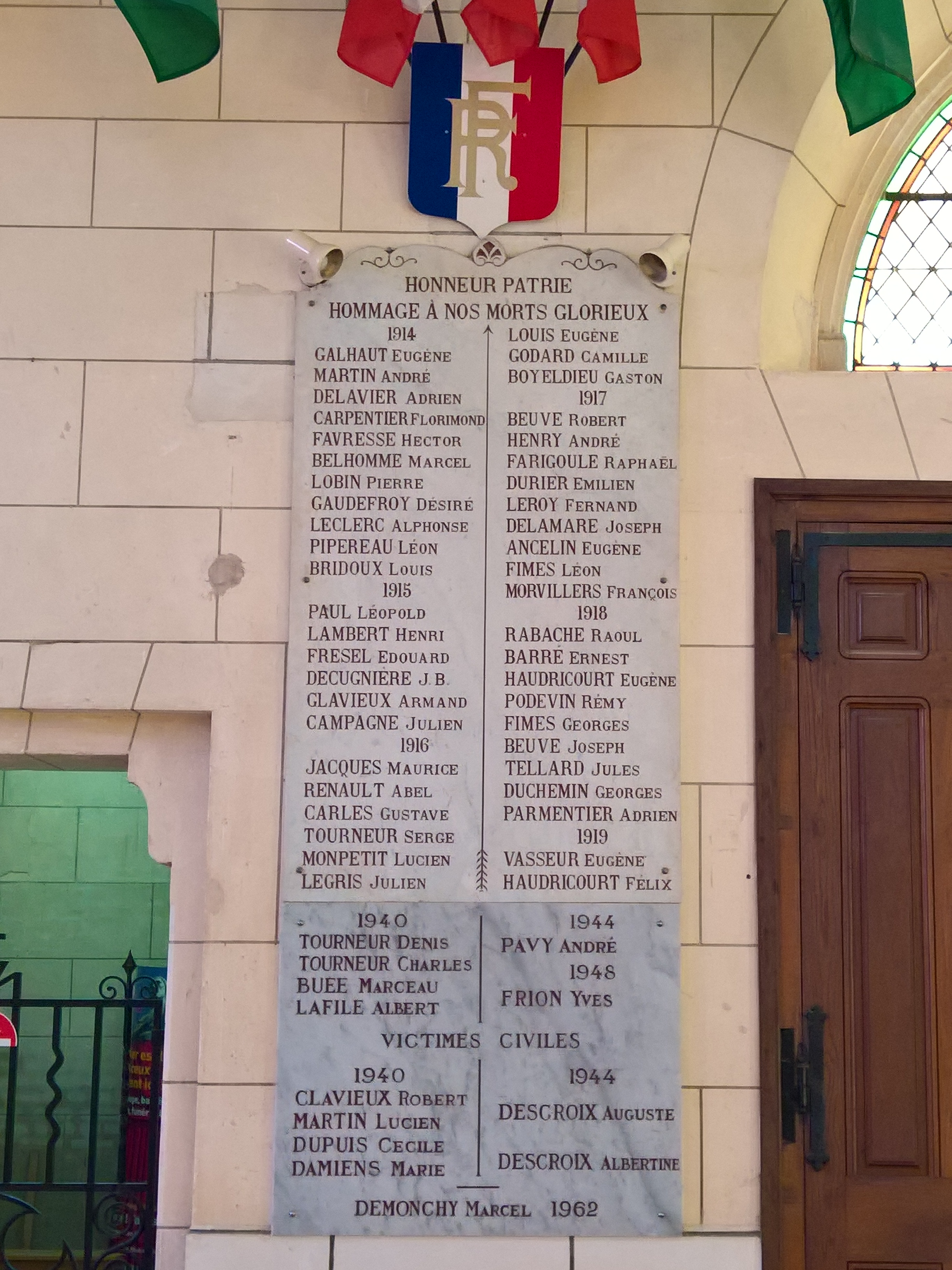

## Économie
En 2004, Formerie se plaçait au 8183e rang des communes de plus de 1000 habitants les plus riches, avec un « revenu annuel médian par unité de consommation » de 12 424 euros en 2004. La moyenne du département était de 16 488 et la moyenne nationale de 15 849.
Les principales entreprises de la commune sont[Quand ?] :
- Sivia (pigeons d'argile et revêtements de sol souples - 20 salariés) ;
- chaudronnerie Gamma (40 salariés) ;
- savons et détersifs Indal (25 salariés) ;
- VSF (aliments du bétail - 20 salariés) ;
- transports Frévial (140 salariés) ;
- Le Bocage (abattoirs - 110 salariés) ;
- maçonnerie Bouteleux (40 salariés) ;[réf. nécessaire].

En 2022, la place Hervé-Joron et la rue Dornat regroupent les commerces de bouche de Formerie, avec trois boulangeries, une poissonnerie, une épicerie et un magasin de fruits et légumes, ainsi que quatre coiffeurs, un opticien, un fleuriste, deux pharmaciens et deux magasins de presse, malgré de nombreux commerces vacants.
Des marchés forains ont lieu les mercredis et dimanches.
Deux supermarchés sont implantés à Formerie : Aldi (900 m²), Auchan (2 100 m2).

## Culture locale et patrimoine

### Lieux et monuments
- L'église Notre-Dame, qui datait du XVIIe siècle et comprenant une arcade du XVIe siècle provenant du château de Sarcus[101], située à l'emplacement d'un château fort détruit au XIIIe siècle, est elle-même détruite par un incendie dans la nuit du 5 au 6 décembre 1933[102].
 La nouvelle église est reconstruite en 1932 et comprend une longue nef de six travées, avec bas-côtés, et d'un chœur à cinq pans, qui se termine par l'abside de l'édifice antérieur, très restauré, construit en briques et ajourée de grandes fenêtres dont le réseau  – refait – est déjà de style Renaissance.
Les contreforts ont des larmiers en pierre et deux, au nord, se terminent par des pinacles. Toute la partie haute est moderne.
À l'intérieur, les parties hautes de la nef, ajourées par des oculi, sont couvertes de voûtes d'ogives reçues sur des chapiteaux librement inspirés des chapiteaux gothiques. Les bas-côtés reçoivent des voûtes d'arêtes. Totalement repris à l'intérieur, le chœur comporte, au-dessus des fenêtres d'origine, des oculi qui font écho à ceux de la nef. Le maître-autel, créé à l'occasion de la reconstruction, est sculpté par M. Darras, de Meigneux. On pourra noter la chaire  en bois ainsi que l'arcade Renaissance provenant du château de Sarcus. Trois vitraux du chœur sont dédiés à la Vierge, ceux des bas-côtés représentent la Vie du Christ et celle de Jeanne d'Arc[103].
L'église subit deux bombardements (de la part des Allemands et des Alliés) au cours de la Seconde Guerre mondiale[21].
- Château, du XIXe siècle[21].
- Deux maisons passives, 73 rue Filsac, ont été construites en 2007. Il s'agit, selon leur constructeur, Richard Lefevbre, gérant de la société Les Airelles[104], de maisons qui ne nécessitent aucun chauffage ni climatisation pour leurs habitants. Ces deux maisons sont les premières en France à avoir obtenu le label « Maison passive » décerné par le Passivhaus Institute[105],[106].
- Monument de la Défense de Formerie lors de la Guerre franco-allemande de 1870, dédié à la mémoire du capitaine Dornat. 
Le monument, dû au sculpteur beauvaisien Henri-Léon Gréber est inauguré Place de la République (place Hervé-Joron) le 3 octobre 1909[107]. Il a été déplacé sur la Place du Fryer après les destructions de la Seconde Guerre mondiale.
- Fondaine, place du Fryer.
- La Halle-au-beurre, place Hervé-Joron[108], reconstruite en béton après les destructions de 1940.

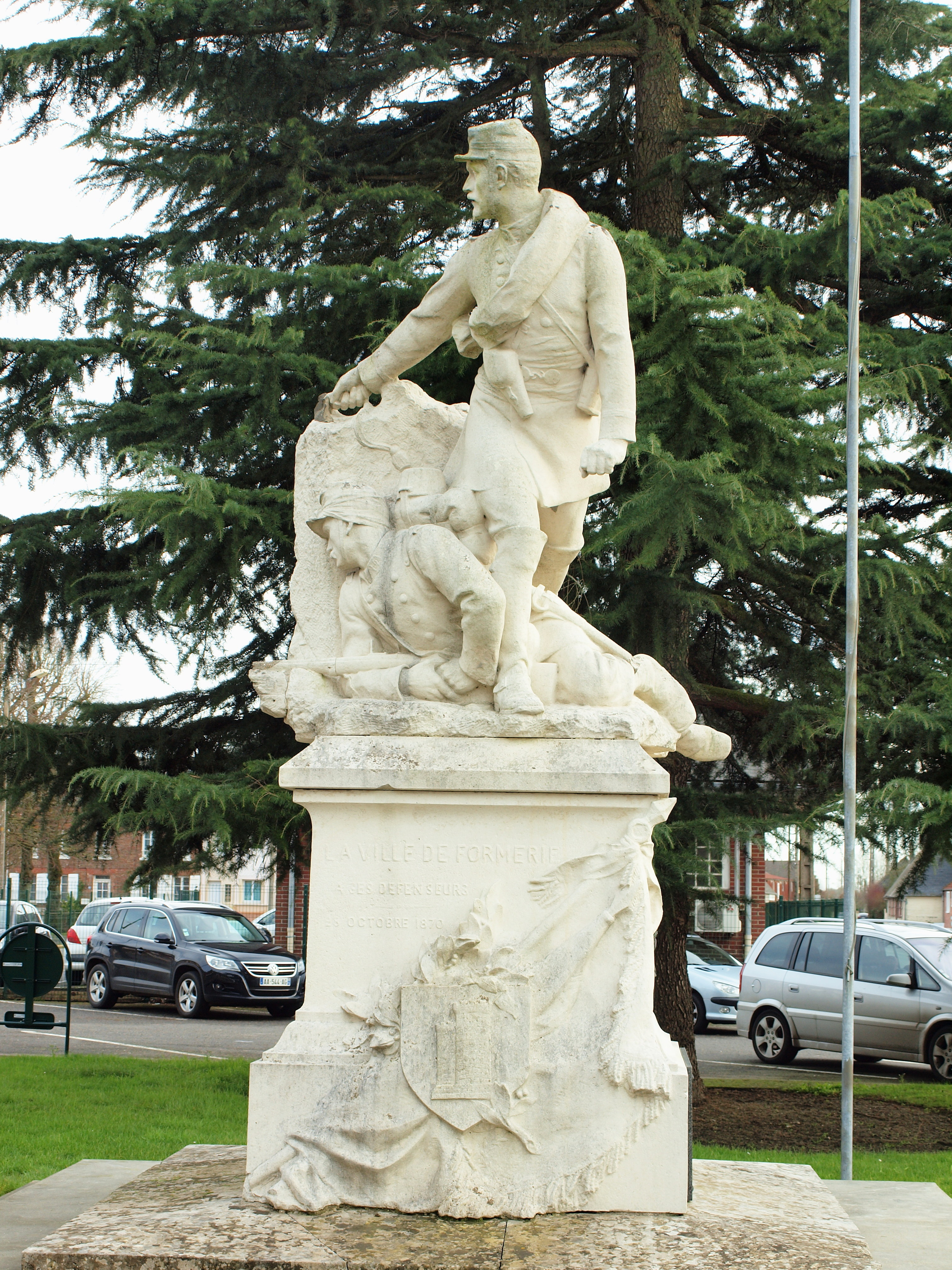
Monument de la défense de Formerie.
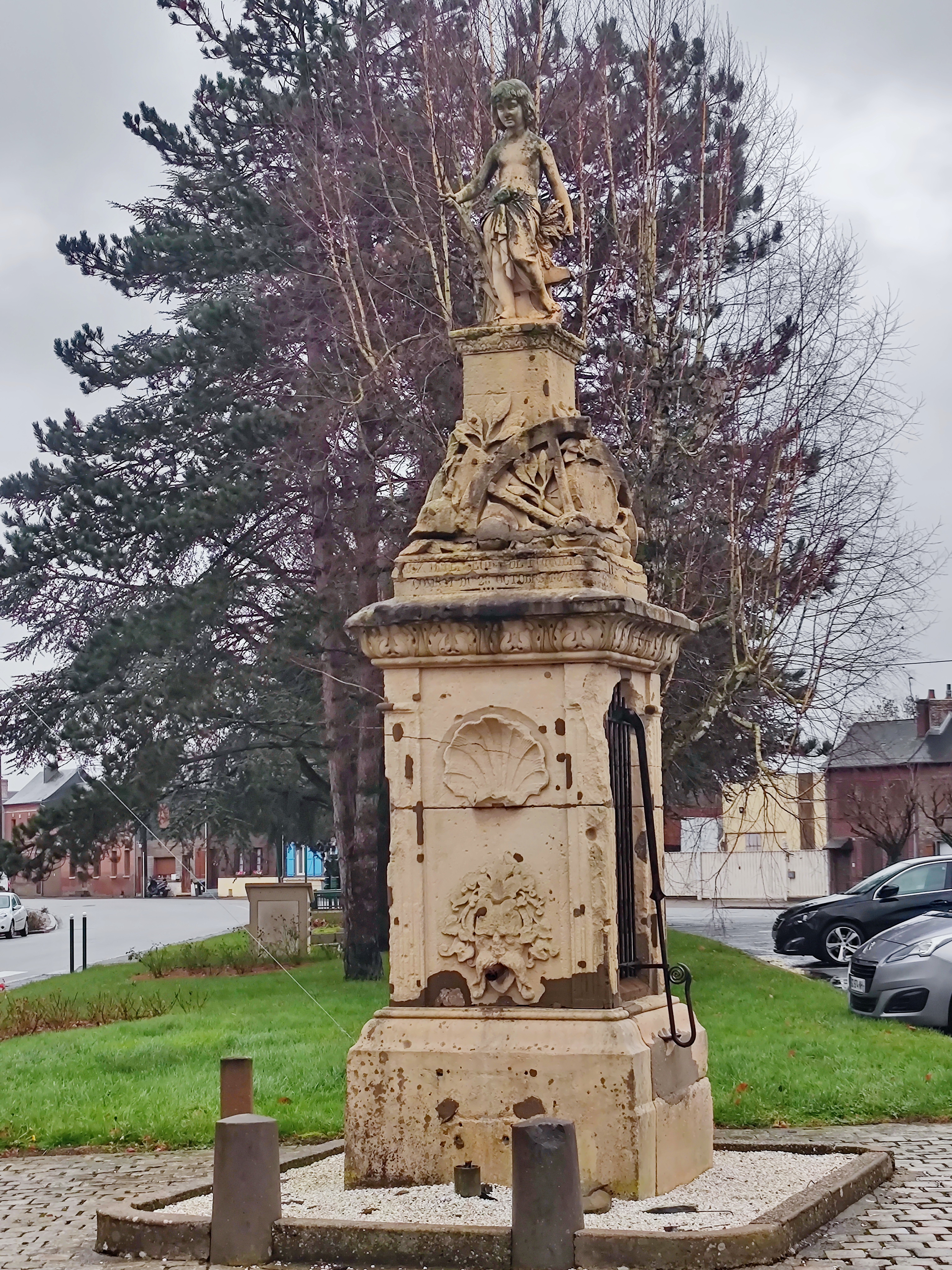
Fontaine, place du Fryer.
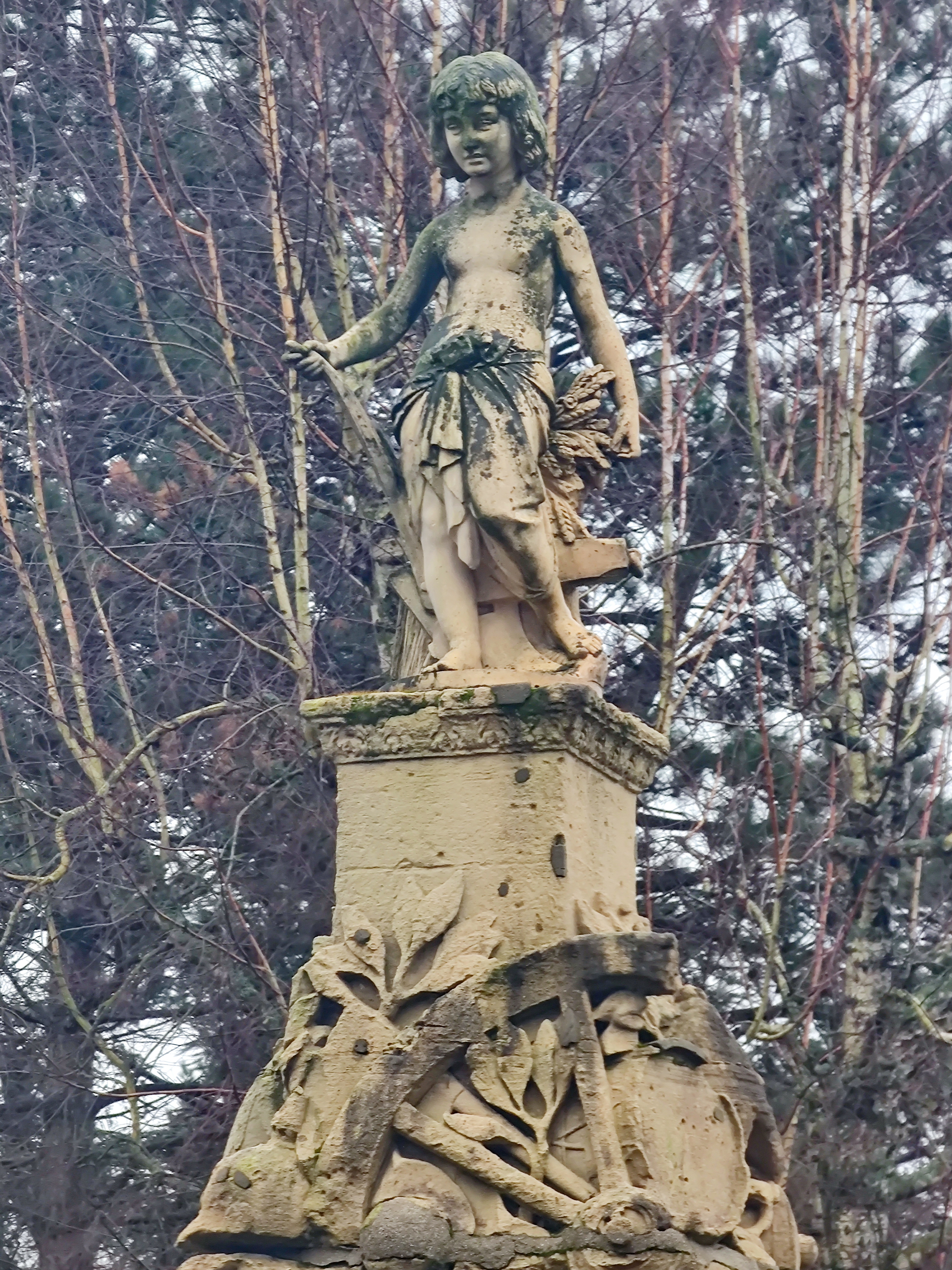
Détail de la fontaine.
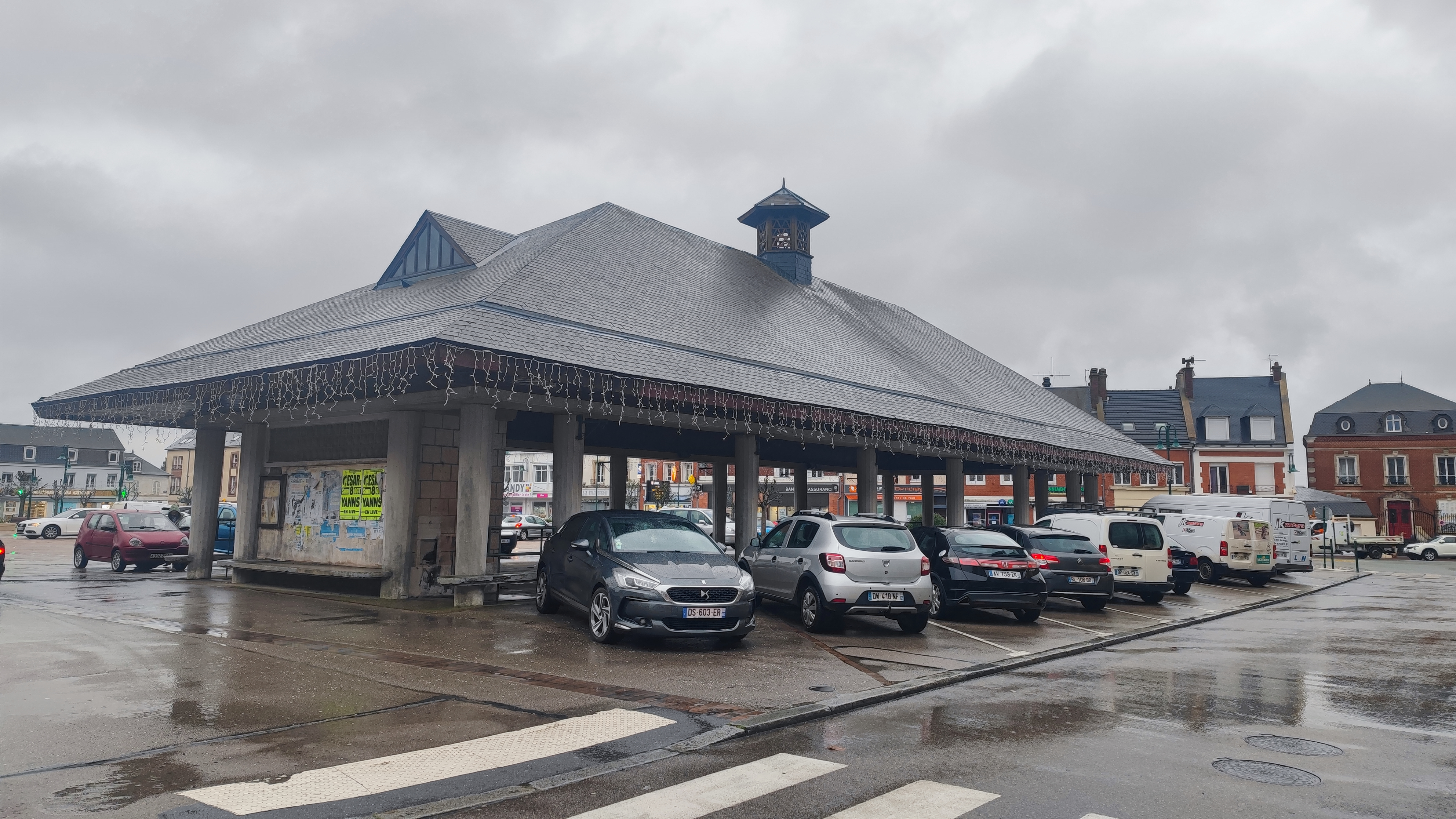
La nouvelle Halle au beure.
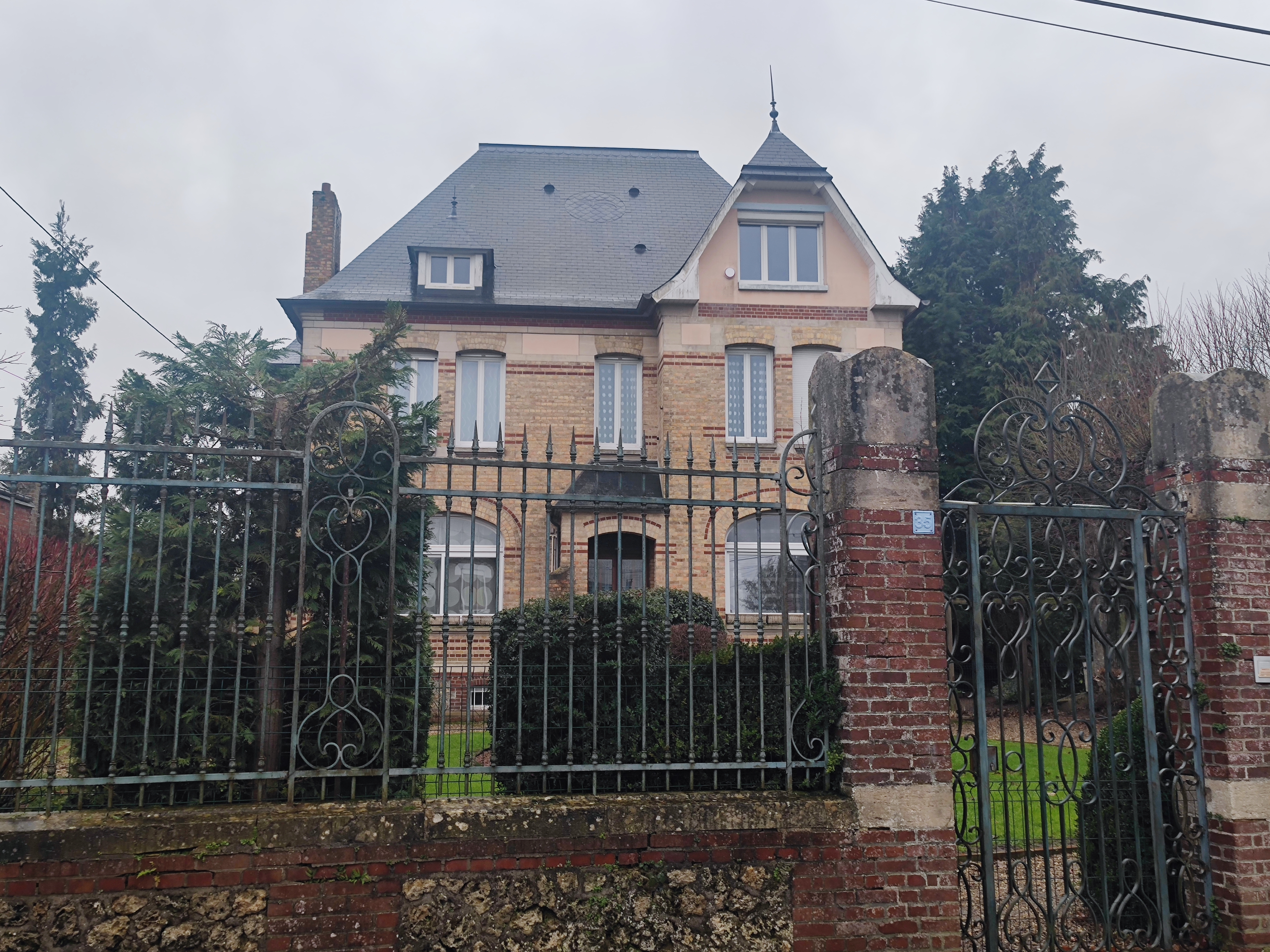
Maison Art-déco.

### Personnalités liées à la commune

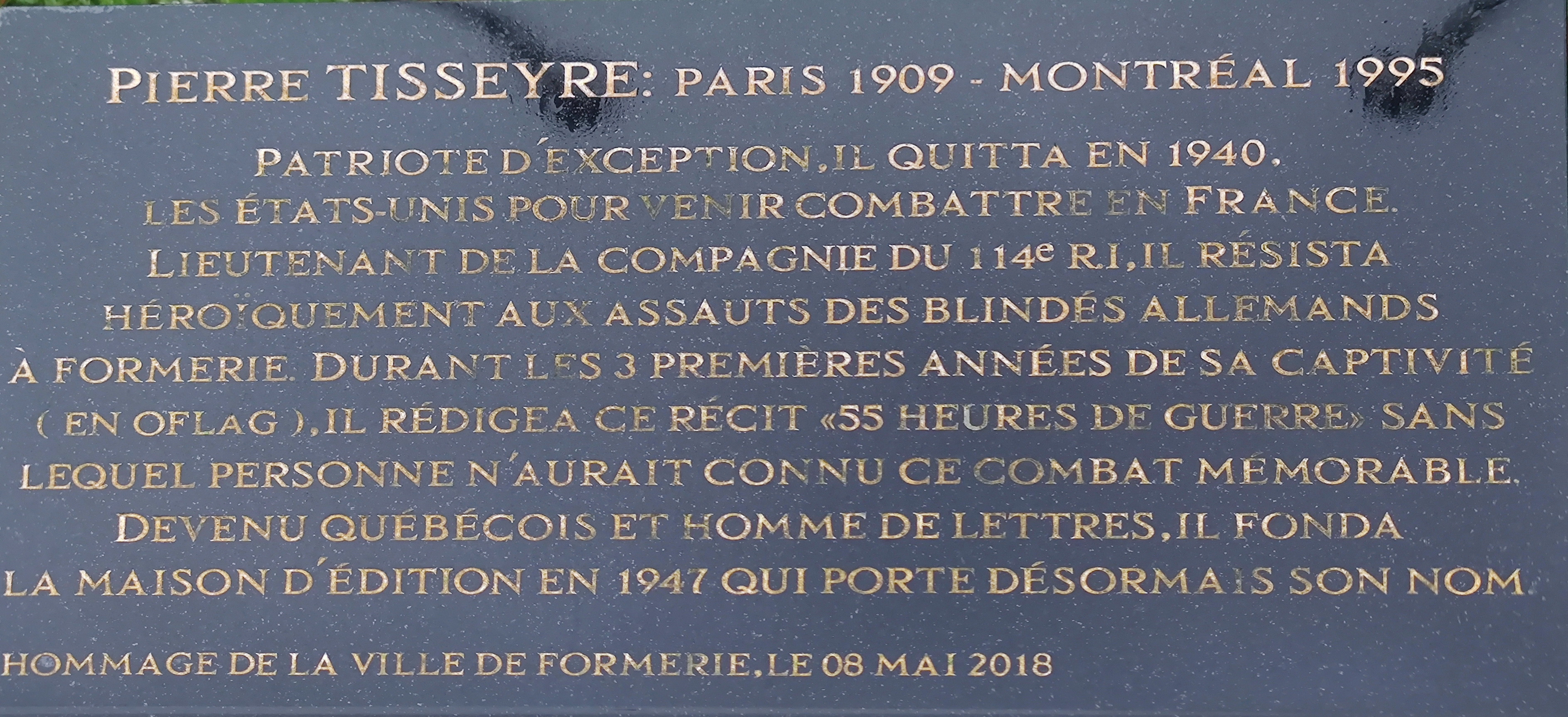
Plaque commémorative à Pierre Tisseyre.

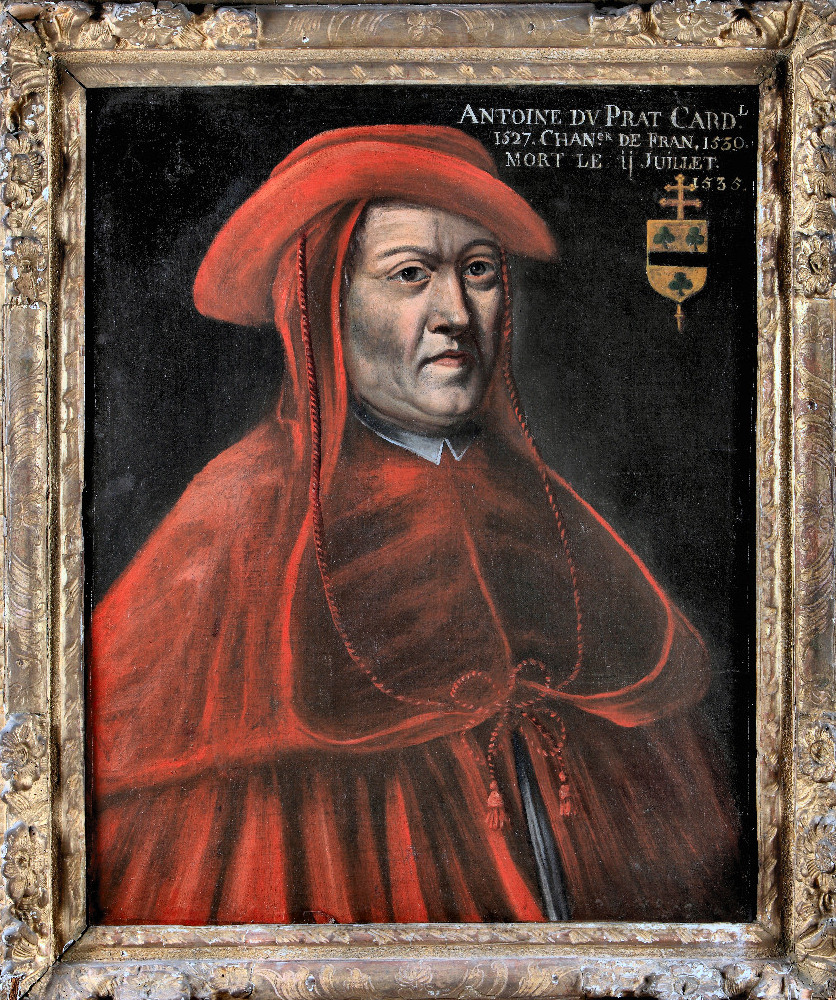
Le cardinal François Duprat, seigneur de Formerie au XVIe siècle.

- André Mellenne (1893-1961), homme politique né à Formerie.
- Pierre Tisseyre, alors lieutenant de l'armée française, a défendu le bourg à la tête d'une section de 36 soldats pendant 55 heures du 7 au 9 juin 1940, lors de la Bataille de France. Emmené en captivité en Silésie, il y écrit ses souvenirs sous le nom de 55 heures de guerre[109]. Une place de la commune commémore son dévouement depuis 2000[110],[111].

Le nom de certains seigneurs nous est parvenu. Louis Graves indique en particulier « la seigneurie appartint, dès une époque reculée, à la branche de la maison de Montmorency qui portait le nom de Beaussault. Par une charte datée de Beauvais, en 1202, Philippe-Auguste en fit présent, pendant vingt-deux ans, à l'évêque Philippe de Dreux son neveu, pour l'augmentation du vidamé de Gerberoy. Ce domaine était alors in vadio, c'est -à-dire sous le séquestre. Les lettres stipulaient que dans le cas où le. Roi voudrait le rendre plus tard aux héritiers légitimes, ceux-ci seraient tenus de rembourser tous les trais raisonnables dépensés dans le bourg de Formerie, et de reconnaître le tenir à fief et hommage lige de l'évêque.
Huit ans après, Simon de Beaussault ayant souscrit à ces conditions, Philippe-Auguste, par une autre charte donnée à Mantes au mois d'août 1210, sanctionna la restitution de là forteresseet seigneurie de Formerie (...)
Des alliances portèrent la seigneurie successivement dans les maisons de Roye, d'Estouteville et de Sainte-Maure. Elle appartenait en 1507 à Adrien de Sainte-Maure, conjointement avec Charles de Boullainvilliers.
Ils eurent pour héritier Antoine Duprat, seigneur de Nantouillet, qui devint premier président au parlement de Paris, puis eu 1514 chancelier de France, ensuite après la mort de sa femme, évêque de Meaux, d'Albi, archevêque de Sens, enfin cardinal et légat à latere en France.
Ses descendants directs furent Antoine Duprat, baron de Formerie et de Précy, prévôt de Paris ;
François Duprat, baron de Formerie et de Viteaux, en 1597;
Antoine Duprat, marquis de Viteaux, baron de Formerie, de 1632 à 1648.
À la fin de dix-septième siècle les Duprat, seigneurs de Formerie, portaient les titres de comte de Barbançon et de marquis
dé Viteaux. La terre est restée dans cette famille jusqu'en 1790 ».

### Héraldique
| Blason de Formerie | Blason  | D'azur semé de fleurs de lys d'or, au donjon "Fort Marie" du même, surmontées d'une bannière de gueules chargée des mots in turribus firma en lettres aussi d'or brochants sur le semé ; à la bordure du même. |
| Blason de Formerie | Détails | Le statut officiel du blason reste à déterminer. |